# 高木渉
高木 渉（たかぎ わたる、本名：同じ、1966年7月25日 - ）は、日本の声優、俳優。千葉県君津市出身、アーツビジョン所属。
代表作品は『名探偵コナン』（小嶋元太、高木渉）、『GTO』（鬼塚英吉）、『Yes!プリキュア5・Yes!プリキュア5GoGo!』（ブンビー）、『ゲゲゲの鬼太郎（第5作）』（ねずみ男）、『連続人形活劇 新・三銃士』（ポルトス）、『はなかっぱ』（黒羽根屋蝶兵衛）。

## 来歴

### 生い立ち
小さい頃、仮面ライダーになりきって遊んだり、『太陽にほえろ!』のジーパン刑事の死亡シーンなどもマネしていたことで、「結構昔から、何かになりきることが好きだったのかもしれない」という。
その頃、『ドラえもん』、『侍ジャイアンツ』など普通にアニメは観ていた。しかしそれほどアニメ自体には興味なく、家でじっとしていられないタイプであったことから、外で野球などして遊んでいるほうが多かったという。
中学時代はバスケットボール部、高校時代は卓球部に所属していた。
中学生の頃にテレビで見ていたパントマイムに興味を持ち、「面白いな」と思っていたり、小さい頃から人を楽しませることは好きだったという。
真剣に芝居をやりたいと思ったのは高校進学後であり、じっとしているのが嫌いで勉強が苦手だったことから、「自分は普通のデスクワークはできないな」と感じていたという。高校時代に来日していたフランスのパントマイム・アーティストのマルセル・マルソーを見に行って感銘を受けて「動きがいいなあ」と思い、芝居の世界に行こうと考えるようになった。
高校卒業後、少し英語に興味があり専門学校に通っていたが、「お芝居の勉強をしたい」という気持ちが強くなって退学。

### 声優・俳優になるまで
元々は舞台俳優を志望していたが、劇団の入団試験を受けるまで暇で嫌だった理由から、何かないかなと芸能関係の雑誌を見ていると、勝田声優学院の生徒募集の記事を見かけ、「声優も演技の一環だから、ためになるかも」と受験して合格する。職業としての声優は無知だったが、「お芝居することには変わりないだろうから、来年の劇団の入団試験まで何か勉強できるなら」と思い、同声優学院に入学。その時に「声だけで芝居をする」という世界に熱中し、変わっていったという。両親は高木が役者の道に進むと決めた時など高木のやりたいことを応援してもらえる理解のある親であった。同期の人物の中では、親に反対されていた人物もおり、そういった意味では高木は恵まれていたと語る。後に高木は声優のほうがやりがいがあると感じて、劇団の試験を受けずにそのまま声優の勉強に専念し、勝田声優学院を第5期生として卒業。同期に森川智之、横山智佐、三石琴乃、根谷美智子らがいる。
アルバイトはあまり転々とせずに、やりだすと一つのところで長くやるタイプであり、昼間レストランのウェイターをしていた。ただしやりたいのは役者だったことから、いつ仕事が入っても良いように昼間は空けておきたかったという。
養成所のレッスン以外ではあまり練習しない怠け者だった。ただし、アルバイト先の休憩時間が1時間半ぐらいあったため、竹芝桟橋まで行って海に向かって1人で「外郎売り」などを喋っていた。
同声優学院の特別授業でのちに所属することになるアーツビジョンの社長だった松田咲實が特別講師として来ており、講演を終えた帰りがけに高田馬場駅で松田と会ってしばらく皆で一緒に電車に乗って帰っていったが、他の皆が途中下車していき、高木と松田の2人だけになった。「どうしようか」と迷い、「これはチャンスなのかもしれない」と思い、「アニメの収録現場を知りたいので、どこか番組収録を見学させていただくことはできませんか？」、「養成所以外の外の世界を見てみたいのですがダメでしょうか？」と聞いてみたところ松田は「君が興味あるのだったら電話してきなさい」と名刺を貰い、「これこそチャンスだ」と思い、翌日から何度もアーツビジョンに電話を掛けていた。当初は事務所の関係者には断られ、何回か電話しているうちに『ミスター味っ子』の収録現場の見学を許されることになり、スタジオに通っていた。
見学を終えて帰り際に挨拶をしていたところ、その現場で出会ったキャスティングも携わっていたたてかべ和也に「君は、来週は来ないのか？」と言われ、見学は1日しか許されないだろうと思っていたため、驚いて「へえっ!?　来週も来ていいんですか？」と返答した。その時に「1日で何ができる。声優になりたいなら毎週来なさい！」、「1日だけの見学で何がわかるんだ。やる気があるなら最後まで来なさい」と言われ、物凄く嬉しかったという。その後は番組終了までの約1年半、毎週見学をすることになった。毎週スタジオに早めに行き、皆のお茶を作ったり、灰皿を用意したり、後片づけをしたり、何か仕事を見つけながら見学し続けていた。
当時、見学者は高木だけで毎回ゲストキャラがあるような番組だったため、初めはガラスの向こうで、スタジオの中にいるたくさんの声優の芝居を見ることができた。続けて行っているうちにだんだん欲が出てきて、「何か手伝いをすることがないか?」など音を出さないことを条件に、次はスタジオの中で見学をさせてもらえた。
ある時たてかべに「ガヤやってもいいですか？」と聞いたところ、「俺はお前にガヤをやれとは言えない。何故ならお前に出演料を払わなくてはいけなくなるからね」、「ただ、渉がガヤをやってたとしても俺は見て見ないふりをするよ」と言ってもらい、ガヤを演じさせてもらうことになり、1987年、テレビアニメ『ミスター味っ子』で声優としてデビューする（デビューした年を「1988年」と表記している資料もある）。高木の声優としての第一声は第47話の学生役の「かばやき丼!」であったという。
見学を始めて1年程経ったある時、実況アナウンサー役を演じる予定だった龍田直樹が、喉を壊した時に、「後日抜き録りする」ということで帰った。その時は、恐れ多くも「その役、僕にやらせて下さい」と言ってしまった。皆には「えっ？」と言われたが、「渉のためにテストだけやらせてあげるよ」ということにしてくれた。テストが終えた後に「じゃ本番もやっちゃおうか」という具合で本番をしてくれた。当時は時間は掛かったが、「先輩が付き合って下さった」と語る。
後で龍田から「渉、俺の役とったな。ギャラは俺に入ってくんだろうな？」と言われたが、龍田にも可愛がってもらったという。
最初にオンエアーを見ていた時は、あまりにも下手くそだったことから「自分の声じゃない」「差しかえられた」と思っていた。最後のテロップで「高木渉」と表示され、「ようやく自分なんだ」と再確認したぐらいだった。
『ミスター味っ子』の現場は高木の原点であり、周囲の先輩にも恵まれ、スタッフの皆とも2005年時点でも会うと当時の話をよくするという。原作者の寺沢大介も2008年時点では『劇団あかぺら倶楽部』の舞台を観に来てくれるという。

### キャリア

#### 声優として
以後、アニメや吹き替えに多数出演している。
デビューした1980年代後半から1990年の頭はバブル時代だったこともあり、先輩について行って飲み屋で芝居の話や仕事のことなど色々話を聞かせてもらっていた。「次はお前が後輩をおごっていくんだぞ」と言われながら、ずいぶんおごってくれたという。監督からも「お前はヘタクソだなぁ」と言われながらもキャスティングさせてもらい、育ててくれたという。
芝居を続けていく上で壁にぶつかるようなことはそれなりにあったが、「苦しい」とは思わなかったという。「やりたい」と思っている仕事だったため、「その都度これを越えなきゃ」と語る。
引き出しが無いことからなかなか思い通りに芝居ができないと言うことはあった。しかし「少しずつ引き出しを作っていけばいいのかな」と語り、2005年時点では引き出しはいっぱいあるが、ひとつしか開かないという。
2008年時点ではなにか牽引されていくように「あんな風になりたいなぁ」という気持ちから芝居を観に行ったりしており、「もっと芝居をいっぱい観たい」と思っているという。
昔は演出家に言われたことが全然理解できない時でも、現場でコミュニケーションを取っている間に徐々に相手の言っていることが理解できてくることもあった。どうしても通じない時は断念して、「自分の中では解消しきれていないけれども、形からでも良いから、なるべく演出が求めるものをやってみよう」と色々していた。2008年時点では演出家としつこいぐらいに積極的にコミュニケーションを取りたいと語っている。
客観的になれることから、自身が出演したオンエアーは必ず見ていた。2008年時点では「もっとこうすれば良かった」、「今度はこうしよう」など研究できるという。
当初は声優だけでは生活も苦しかったためアルバイトもしており、声優の仕事に入れるように、夜に新幹線のおにぎり作りのアルバイトをしていた。
声の仕事がだんだん増えてくると、夜中にアルバイトをしていることもあり、眠くなってきて頭もボーっとしてきたことから、ある日思い切ってすべてのアルバイトを辞めた。無収入になると、「絶対に役者として食べていかなくては」という覚悟ができ、自分を売るために毎日のように事務所に行っていた。
当時はバトルもの、ヒーローものが流行しており、怪獣役や雑魚キャラ役を演じたりしていた。番組レギュラーで、村人A、町人Bなど毎回違う役を演じ、週8本レギュラーをもってた時期もあった。1、2年もすると番組レギュラーも卒業し、今度は少しずつ名前のある役がもらえるようになったが、その役が出てこなければスタジオにも用が無くなり、以前に比べてガクンと仕事が減っていった。「生活していけるのか、自分自身に役者としての魅力はあるのか？」と不安になる日が続いていた。
初めてオーディションに受かった作品は『緊急発進セイバーキッズ』。その後、主役も何本か演じるようになったが、自分で考えすぎて空回りしたり、周囲への気遣いが足りなかったり、大変だったという。しかし看板番組というのはやりがいがあり、1本の作品を作るという意味でもとても勉強になったという。
2005年にはテレビアニメ『ドラえもん（テレビ朝日版第2期）』で先生役、2007年にはテレビアニメ『ゲゲゲの鬼太郎（第5作）』でねずみ男を演じており、リメイクされたアニメで重要な役の後任を務めている。

#### 俳優として
2002年、山口勝平、関智一と共に、「さんにんのかい」という3人芝居のユニットを結成した。このように、声優だけでなく舞台俳優としても活動しており、『劇団あかぺら倶楽部』の代表も務めている。「声優の道を歩んでいくんだろう」と思っていながら元々舞台は好きだったため、同学院卒業後、同期の仲間達と一緒に同劇団を結成したという。
あかぺら倶楽部を立ち上げる時は水鳥鐵夫に当初から演出をお願いしていたが、「劇団は学校じゃないんぞ…」と断られていた。なんとかこの思いを分かってもらいたくてアントン・チェーホフの戯曲『熊』を高木たちで作って観てもらった。そうして粘り勝ちで「旗揚げさせない」という条件付きで水鳥を演出家として迎え入れてくれることになった。旗揚げ公演までに5回ぐらい試演会をしていた。観に来てくれた客は最初は無料、その後は500円というふうに、徐々に料金を頂くようにして旗揚げまで2年ぐらい掛かったと語る。あかぺら倶楽部を立ち上げた時は、それほど意識が高いとは思ってなかったが、始めた時から「楽しんでくれる客の割合は徐々に増やしていこう」と努力はしていたという。
2016年の大河ドラマ『真田丸』にて、小山田茂誠役で出演した。テレビドラマへの出演はこれが初めてである。この出演で、アニメファンから多大な反響を呼ぶ。2009年にNHKの『連続人形活劇　新・三銃士』に起用された際、脚本家の三谷幸喜に気に入られたことがきっかけだといい、『三谷版 桜の園』や『シャーロック ホームズ』に出演しているところ、NHKのプロデューサーから「高木くんに甲冑を着せてみたくなってね」とオファーがきたという。最初は舞台の経験があるとはいえ、周りは有名な役者ばかりで申し訳ないと思い断ろうかと思っていたが、「こんなチャンスは二度とないだろうし、失敗しても経験値になる」と思い直して出演を決めたという。これ以降、テレビドラマへの出演も増えている。このことについては声優業界の皆が応援してくれるといい、こうやって仕事ができるのも全て周囲のスタッフのおかげだと語る。

## 人物・エピソード
不器用のためひとつずつしかできず、へこむことも多いが、恵まれた環境にいる幸せ者だという。

### 特色・役柄
舞台とアニメーションなどのテレビに出演するマスコミの仕事の両立について、昔はアニメーションの仕事と舞台とを結構ぎりぎりのスケジュールでこなしていた時期もあったが、2008年時点では割と余裕を持って活動している。アフレコは瞬発力、舞台は持久力のように考えているところがあるため、舞台はそのための時間が増えてしまうという。
何度も稽古をしながら役を作っていきたいタイプのため、2017年時点では映像は別物という印象だという。舞台は稽古期間があるため、「ああでもないこうでもない」と考えながら、時には稽古のあとに共演者と飯を食べながら本番に向けて役作りしていけるという。しかし映像は時間が限られるため、「本当に瞬発力と対応力が必要とされるなぁ」と語る。
役柄としては、元気でまじめな青年からナイーヴな役を演じる。
脇役を輝かせる声優としても知られているが、「この役は高木渉じゃないと」と思われるために意識していることは、このキャラクターは物語の進行役なのか、盛り上げ役なのか、芯を張る役なのかなど作品での自分の役割を考えることだと語る。そのような全体の中でのポジションを考えて演じているという。
新人の頃、初めて洋画の吹き替えの主役を演じていた時、昼の休憩で監督に「台本の一番右に名前があることをもっと自覚しろ」と叱られたことがあった。「午前中やった分、録り直してください」とお願いしたところ「バカヤロー、俺がOKしたもの、なんでおまえに言われて録り直すか!」と、また叱られた。自分では一生懸命しているつもりだったが、しっかり作品を引っ張っていけておらず、その時に自分の未熟さとともに、周囲を固めてくれている役者の大事さを痛感していた。
アニメ、洋画でのガヤが苦手で、シチュエーションだけ与えられた即興芝居などもダメで、物語があり、「こういうキャラクターでお願いします」と言われないとあたふたしてしまうという。稽古したいタイプでもあり、何度も練習して本番に持っていきたいという。
主役を演じる時は、「よし、俺が引っ張っていくぞ」、「今日は俺がスタジオの空気を作るぞ」という気持ちで現場入りするようにしているという。
オーディションの時はなるべく自然体で臨むようにしている。無理に声を作ったりするとレギュラー期間中に声をおかしくしてしまうかもしれず、「自分の自然な演技と声質を聞いてもらって判断してもらおう」と考えている。原作がある作品の場合、買って読んだりしてから収録に向かうようにしているという。
高木によると「元々不器用なタイプでそんなにポンポン出るタイプではない、本来ならばアドリブは必要ない」「（それを行うのは）アフレコ現場の空気を和ませるためであり、かつ流れを保つためのもの」という。しかし、アドリブは決してふざけてやっているわけではないようで、『ビーストウォーズ』シリーズでは、演技指導を務める音響監督から「『無音のシーンがあったら、とりあえず何かアドリブで埋める』『テストのときにみんなが笑わなかったら、台本に書かれてある台詞に戻ってはいけない』というルールがある。翻訳家が考えた台詞を改変する以上、『面白くないから』との理由で元の台詞に戻したら、翻訳家に失礼だ」「アドリブをやるなら心してやりなさい」という厳しさがあり、鍛えられた。いい現場だった」とのこと。
お酒も飲み、タバコも吸い、規則正しい生活もしていないため、芝居をする上で健康に気をつけていることや体に良いことはあまりないという。ただし無意識のうちにケアはしているのかもしれず、以前舞台の本番中に声が出なくなり、耳鼻科で注射をしてから本番に臨んだことがあった。声が出ない時は周囲に多大な迷惑を掛けるが、その掛けている自分が一番悔しく、それ以来そうならないように何気なく気は遣っているかもしれないという。
芝居が好きになったのは元々好きだったというのもあるが、していく中でもっと欲が出てくるんではないかと語っていた。観てくれた客から「元気になった」、「勇気をもらえた」と感想を貰えると、逆に自分が元気や勇気を貰えるという。以前ちょんまげ物の芝居で三下の役を演じていた際、お見送りのために劇場の外で客を迎えていた時、とある老婦人から「あんたワルだね」と感想を言われ嬉しかったという。また「稽古場が楽しくなくては」とのことで、「稽古場が楽しくなくては、良い芝居ってできないではないか」と語る。

#### 出演作について
『緊急発進セイバーキッズ』あたりから、少しずつアニメスタッフとも一緒に飯に行くようになり、東京ムービー（現、トムス・エンタテインメント）のプロデューサーの吉岡昌仁と飲みながら、アニメが作られるまでの話や物作りに対する思いなど、色々話をしていた。
『名探偵コナン』でプロデューサーを務めていた諏訪道彦は、1995年8月頃に新宿区歌舞伎町の居酒屋で「コナンに勧めたい役者がいるので紹介する」と吉岡から高木を紹介されたという。その縁もあり、高木は『名探偵コナン』のキャスティングにおいては、演じるキャラクターは決まっていなかったものの、「何かしらの役は演じて欲しい」との思いから諏訪に誘われた。その後、吉岡が「小嶋元太役にいいんじゃないか」と推薦し、オーディションに合格したという。当時はガキ大将的な役は演じたことがなかったが、2016年時点では代表的なキャラクターになり、ライフワークとなっている。吉岡が、元太役を演じる高木の役者としての新境地を開いてくれたと語っている。自身の声を「とても少年のような声ではないが『名探偵コナン』の元太役だけはすんなり入る」といい、『機動新世紀ガンダムX』のガロード・ラン役、『GTO』の鬼塚英吉役の時はずいぶんな言われようもしていたが、「負けないぞ」と思った。『名探偵コナン』には同姓同名のキャラクターが登場するが、このキャラクターは元々当初は名前が設定されておらず、声を担当することになった高木がアドリブで自分自身の名前を名乗ったところ、そのままキャラクター名に採用されたというエピソードがある。その後、高木刑事は目暮警部の右腕になる刑事のキャラクターとして登場することになり、2022年時点は「言ったもん勝ちですね」と語っていた。元太と高木刑事が掛け合いをするところは、「元太から高木に演じ分けるより、高木から元太に変わる方がやりやすい」という。高木曰く「元太の方が演じやすいかもしれない」とのことで、ガキ大将は子供の気持ちのままでいいため、あまりものを考えないでその場のパッションで演じているという。
自身のターニング・ポイントになったのは『機動新世紀ガンダムX』の主人公であるガロード・ラン役に抜擢されたことであり、当初はフロスト兄弟のどちらかでオーディションに臨んでいた。後日カッコ良くない高木の芝居が、ニュータイプではない破天荒な主役というガロードの設定に合っていたようで、「（ガロード役を）一度受けてくれ」と言われ、合格したという。その時は高松信司が高木の声を聴いて、「ガロード・ラン＝我が道を走る、というキャラクターに僕の声が合っているのではないか」と再オーディションになったという。合格した時はキョトーンとしてしまい、『ガンダム』で自分が主役を演じるという実感が湧かず、だんだんと「これはやべーぞ」という気持ちになっていった。「この1年、自分がガンダムを引っ張っていくんだ」という強い思いでぶつかっていったという。2017年時点でもそうだが、自分の芝居に納得がいくことは滅多になく、「反省魔」であるという。一方、座長と言う意味では、「僕が一生懸命やることで周りの皆さんも付いてきてくれるんだ」と思っていたことから「僕が引っ張っていかなきゃ」という想いが強かった。収録を終えて、改めて「自分ひとりではなく周りの役者さんにしっかり脇を固めてもらえてこそ良い作品になるんだ」と感じており、2018年時点でもでもその気持ちは変わらないという。『機動新世紀ガンダムX』も「もっとできるんじゃないか」という思いが大きかったという。ガロードの役作り、演じ方で意識されたのはニュータイプではないため、「裏をかくより真正面からぶつかって行こう！」という気持ちで演じていた。あまり深く考えず、「台本を読んで感じたままを演じていこう」と思ったという。2018年時点では声優の中にも「『ガンダムX』見てました！」という人物がおり、当時見てくれていた人物が「いま同じスタジオにいるんだ」と思うと嬉しく、若い声優の中には「いつかガンダムの主人公になりたい！」という人物も多いため、光栄なことだという。
『真田丸』の時はテレビドラマの出演は初めてであったが、周囲の人物が「この人はドラマもやるのね」と見てくれるようになった。2017年時点では『真田丸』の影響は大きかったようで、「自分の中に心境の変化があった」と振り返り、『機動新世紀ガンダムX』、『GTO』の時と同じく「こんなこともやります、できます」と高木なりの旗を立てていった形であった。特別な自信があったことから引き受けたわけではなく「やってみたらなんとかできました」の積み重ねであった。初めてのテレビドラマの出演が大河ドラマだったというのは大きく、「大河ドラマは誰でも出られるものじゃない」、「僕なんておいそれと出ちゃいけないのでは?」という気持ちはあった。しかし、心のどこかで「こんなチャンス、二度とないよな」とも思っており、「絶対やらなければ後悔する」という気持ちがどんどん勝ち、「出させてください!という気持ちになったという。

### 趣味・嗜好
趣味・特技はスノーボード。
日焼けサロンに凝っており、小野坂昌也は「『ツヨシ』のころから通っている」と語っている。

### 交友・対人関係
山口勝平とはデビュー初期より共演が多く、『キャッ党忍伝てやんでえ』で一緒になって以降、仲が良い。山口は「一番尊敬する役者」に高木を上げており、いろいろな作品で一緒になるなか毎回役を工夫して作ってくる高木に対し「この調子で渉の芝居の引き出しが1コ1コ増えていったら、いつかかなわなくなる」と内心思っていたという。高木も「僕はどっちかっていうと脇役タイプ。たくさん主役をやってきた勝平くんを改めて凄いなと思います」と山口との対談で語っている。
堀内賢雄は、「デビューの頃から自分をずっと可愛がってくれた、尊敬する大先輩」であるという。『機動新世紀ガンダムX』で共演していた時は「この作品は間違いなく面白くなるぞ」と感じていた。いつも堀内から「頑張れよ、渉！」という想いを背中から感じており、まさに「何も考えずに走れ！」と言葉を貰ったような心境であった。堀内からは時に厳しく普段は甘く、色々と教えて貰ったため、役柄においてもどこかリンクするところがあり、ジャミルとガロードの関係と、堀内と高木の関係が、どこか似ている部分があったという。
勝田声優学院で出会った仲間たちについては仲は良かったものの、「手を繋いだ友人」のような感じではなく、どこかギラギラしていたイメージだったという。
勝田声優学院時代の同期の森川智之とは仲が良いが、「あいつには負けたくない」といったようなライバル心があった。主に森川は2枚目のヒーロー、高木は3枚目を演じていたが、2人で同じ仕事をして飲みに行くと、「今日の森川の芝居は良かったね」、「渉の芝居には敵わないよ」と、競合しないからお互い褒め殺すなど、森川とは話が合うという。
勝田声優学院時代の同期の三石琴乃とは『機動新世紀ガンダムX』、『ドラえもん』などで共演している。三石は『リコカツ』に出演する前に「何をどうすればいいか全然わからない」と高木に相談したところ、「とにかくセリフは全部（頭に）入れて行った方がいい」とアドバイスした。高木はドライ・リハーサルをしてから本番に入り、前室があってスタンバイするなど、基礎的な流れも教えた。三石が高木から聞いて一番安心したことは、役者はシャイな人物も多いことであった。三石は事前に「口数が少なくても、俳優同士で仲が悪いとか、こちらに対して嫌な感情を抱いているわけではないから、気にすることはないよ」と聞けたのが助かったと語る。三石は『光る君へ』の時姫役で初めて大河ドラマに出演したが、前述の通り、高木も『真田丸』の小山田茂誠役に出演して以降に様々な声優が起用されていったことから、三石は「夢ではない世界なんだ」と思ったといい、『光る君へ』で時姫役が決まった時も、高木に連絡していたという。
1996年から2009年まで『名探偵コナン』の毛利小五郎役で出演していた神谷明は高木のことをずっと見ていたという。このことについて、2018年時点で高木は「嬉しいけど、怖いなあ」と語っている。神谷は高木について、当初は「毎回、なんとかリアルに役を表現しようとしてるなー、でも的に当たってねえんだろうな」と思っていたが、最後の辺りでは「もうバッチリ」であったという。神谷は高木について「器用そうだけど、コツコツ積み上げていくタイプ。舞台とかをやってきたことで花開いたんだろう」と思い感動したという。
『真田丸』の松役の木村佳乃とは「顔合わせより先に会いたい」と思っており、木村が乗馬の練習をしている時に駆け付けた。そこで自己紹介をしたところ「今までにないような面白い夫婦にしようね」と受け入れてくれた、素敵な人物であったと語る。夫婦役であったことから、「私は『渉さん』と呼ぶから、渉さんは『佳乃』って呼んで」と提案されたが、流石に呼び捨てはできず「佳乃ちゃん」と呼んでいたという。

## 出演
太字はメインキャラクター。

### 劇場アニメ
1991年
- 老人Z（記者C）

1992年
- トトイ（ガイド）

1993年
- ツヨシしっかりしなさい ツヨシのタイムマシーンでしっかりしなさい（虎男）

1996年
- 金田一少年の事件簿（滝沢厚）

1997年
- ゲゲゲの鬼太郎 おばけナイター（小豆はかり）
- 名探偵コナン 時計じかけの摩天楼（小嶋元太）

1998年
- 劇場版ポケットモンスター ミュウツーの逆襲（ウミオ）
- 名探偵コナン 14番目の標的（小嶋元太）

1999年
- 金田一少年の事件簿2 殺戮のディープブルー（道真刑事）
- 劇場版 天地無用! in LOVE2 遙かなる想い（火美猛）
- 名探偵コナン 世紀末の魔術師（小嶋元太、高木刑事）
- め組の大吾 火事場のバカヤロー（朝比奈大吾）

2000年
- 名探偵コナン 瞳の中の暗殺者（小嶋元太、高木刑事）

2001年
- 頭文字D Third Stage（健二）
- 名探偵コナン 天国へのカウントダウン（小嶋元太、高木刑事）
- ONE PIECE ジャンゴのダンスカーニバル（ジャンゴ）

2002年
- エクスドライバー the Movie（デビット）
- 名探偵コナン ベイカー街の亡霊（小嶋元太）

2003年
- 映画 あたしンち（田中）
- 名探偵コナン 迷宮の十字路（小嶋元太、高木刑事）

2004年
- DEAD LEAVES（ヤブ医者）
- 名探偵コナン 銀翼の奇術師（小嶋元太、高木刑事）

2005年
- 劇場版 金色のガッシュベル!! メカバルカンの来襲（金山剛）
- 名探偵コナン 水平線上の陰謀（小嶋元太、高木刑事）

2006年
- 劇場版 どうぶつの森（ジョニー）
- 名探偵コナン 探偵たちの鎮魂歌（小嶋元太、高木刑事）

2007年
- 映画ドラえもん のび太の新魔界大冒険 〜7人の魔法使い〜（先生）
- Dr.マシリト アバレちゃん（宇宙人）
- 名探偵コナン 紺碧の棺（小嶋元太、高木刑事）

2008年
- 映画 Yes!プリキュア5GoGo! お菓子の国のハッピーバースディ♪（ブンビー）
- 劇場版 ゲゲゲの鬼太郎 日本爆裂!!（ねずみ男）
- ゲゲゲまつりだ!!五大鬼太郎（ねずみ男）
- 名探偵コナン 戦慄の楽譜（小嶋元太、高木刑事）

2009年
- テイルズ オブ ヴェスペリア 〜 The First Strike 〜（グラダナ）
- 8月のシンフォニー -渋谷2002〜2003（石田武士）
- 名探偵コナン 漆黒の追跡者（小嶋元太、高木刑事）

2010年
- 映画 プリキュアオールスターズDX2 希望の光☆レインボージュエルを守れ!（ウラガノス、ブンビー）
- 名探偵コナン 天空の難破船（小嶋元太、ルパン、高木刑事）

2011年
- 映画ドラえもん 新・のび太と鉄人兵団 〜はばたけ 天使たち〜（先生）
- 劇場版アニメ 忍たま乱太郎 忍術学園 全員出動!の段（滝夜叉丸）
- スクライド オルタレイション TAO（立浪ジョージ）
- テレビまんが 昭和物語 劇場版（高柳良）
- 名探偵コナン 沈黙の15分（小嶋元太、高木刑事）

2012年
- 名探偵コナン 11人目のストライカー（小嶋元太、高木刑事）

2013年
- 映画はなかっぱ 花さけ!パッカ〜ん♪ 蝶の国の大冒険（黒羽根屋蝶兵衛）
- Kick-Heart（ファーザー）
- BAYONETTA BLOODYFATE（エンツォ）
- 名探偵コナン 絶海の探偵（小嶋元太、高木刑事）
- ルパン三世VS名探偵コナン THE MOVIE（小嶋元太、高木渉）

2014年
- STAND BY ME ドラえもん（先生）
- 名探偵コナン 異次元の狙撃手（小嶋元太、高木刑事）

2015年
- GAMBA ガンバと仲間たち（マンプク）
- 名探偵コナン 業火の向日葵（小嶋元太、ルパン）

2016年
- キングスグレイブ ファイナルファンタジーXV（ペルナ・カーラ）
- 名探偵コナン 純黒の悪夢（小嶋元太、高木刑事）
- ONE PIECE FILM GOLD（ロングロング海賊団船長）

2017年
- 劇場版 FAIRY TAIL -DRAGON CRY-（国王〈トーマ・E・フィオーレ〉）
- DCスーパーヒーローズ vs 鷹の爪団（サイボーグ）
- ひるね姫 〜知らないワタシの物語〜（佐渡 / ウッキー）
- 名探偵コナン から紅の恋歌（小嶋元太）

2018年
- 劇場版 マジンガーZ / INFINITY（ボス）
- 名探偵コナン ゼロの執行人（小嶋元太、高木刑事）
- ニンジャバットマン（ジョーカー）

2019年
- 映画ドラえもん のび太の月面探査記（先生）
- コードギアス 復活のルルーシュ（ベルク・バトゥム・ビトゥル）
- PSYCHO-PASS サイコパス Sinners of the System Case.3「恩讐の彼方に＿＿」（ツェリン・グルン）
- 名探偵コナン 紺青の拳（小嶋元太）
- バースデー・ワンダーランド（ヴーダン、ノアール）

2020年
- 劇場版 SHIROBAKO（丸川正人、伊波政彦）
- 映画ドラえもん のび太の新恐竜（先生）
- 劇場版BEM〜BECOME HUMAN〜（ロレンツォ・ネポムセーノ・ドラコ）
- STAND BY ME ドラえもん 2（先生）

2021年
- 映画 ヒーリングっど♥プリキュア ゆめのまちでキュン!っとGoGo!大変身!!（エゴエゴ、ブンビー）
- 名探偵コナン 緋色の弾丸（小嶋元太、高木刑事）
- 神在月のこども（龍神）

2022年
- 名探偵コナン ハロウィンの花嫁（高木刑事、小嶋元太）

2023年
- 映画ドラえもん のび太と空の理想郷（先生）
- 名探偵コナン 黒鉄の魚影（小嶋元太）
- 北極百貨店のコンシェルジュさん（クズリ）

2024年
- 映画ドラえもん のび太の地球交響楽（先生）
- 名探偵コナン 100万ドルの五稜星（小嶋元太）
- 劇場版 忍たま乱太郎 ドクタケ忍者隊最強の軍師（平滝夜叉丸）

2025年
- ベルサイユのばら（ド・ゲメネ）
- 名探偵コナン 隻眼の残像（小嶋元太、高木渉、仮面ヤイバー）

### OVA
1989年
- MEGAZONE23 III（EX局員）

1990年
- A.D.POLICE
- SDガンダム外伝（妖精ジムスナイパーカスタム）
- 風魔の小次郎（華悪崇C）
- YJ版レモンエンジェル（キーボード）

1991年
- 一本包丁満太郎（コック1）
- EXPER ZENON（ノリ）
- NG騎士ラムネ&40 EX ビクビクトライアングル 愛の嵐大作戦（ますなりくん、あかほり社員）
- おざなりダンジョン 風の塔（隊員A）
- おたくのビデオ（北島）
- 乙姫CONNECTION（林くん）
- がんばれゴエモン 次元城の悪夢（金さん）
- 硬派銀次郎（コオロギ）
- ここはグリーン・ウッド（栃沢）
- THE八犬伝
- 柔道部物語（内田修一）
- SOL BIANCA2
- 超人ロック 新世界戦隊編（パイロット）
- 魔宮戦場2（ディック）
- 魔獣戦士ルナ・ヴァルガー（ダンバスの兵士）
- マネーウォーズ 狙われたウォーターフロント計画
- ロードス島戦記（村人、兵士）

1992年
- インフェリウス惑星戦史外伝 CONDITION GREEN（クーター）
- ウルフガイ（石塚医師）
- 永遠のフィレーナ（キャスター）
- 鴉天狗カブト 黄金の目のケモノ（門弟A、兵士C）
- 究極のSEXアドベンチャー カーマスートラ（刑事）
- 幻想叙譚エルシア（ファンク）
- 天地無用! 魎皇鬼 第一期（火美猛）
- ドン 極道水滸伝（石松）
- ドン 極道水滸伝 怒濤編（石松）
- バビル2世（サイキストA）
- 万能文化猫娘（店長）
- 電影少女 -VIDEO GIRL AI-（軽薄ボーイ）

1993年
- 代紋TAKE2 第II章（浅野洋一）
- 紺碧の艦隊（宮城彦佐、キンメル士官）
- ジェノサイバー 虚界の魔獣（エリス）
- ザ・コクピット（銃手A）
- 流星機ガクセイバー（1993年 - 1994年、佐藤）
- ロックマン 星に願いを（ラッシュ）

1994年
- I・R・I・A ZEIRAM THE ANIMATION（ゼイラム、ナンブー）
- 宇宙の騎士テッカマンブレードII（ハヤト・カワカミ）
- Compiler（男、評議員D）
- 新・キューティーハニー（早見赤カブ）
- 天地無用! 魎皇鬼 第二期（火美猛）
- なつきクライシス（小橋健太）

1995年
- アミテージ・ザ・サード（ローウェル・ガンツ）
- アイドルプロジェクト（イブル）
- ウダウダやってるヒマはねェ!（赤城直巳）
- 学校の幽霊
- SMガールズ セイバーマリオネットR（アナウンサー）
- 精霊使い（我市）
- GOLDEN BOY さすらいのお勉強野郎（アニメーターE）
- 妖精姫レーン（課長）

1996年
- 今日から俺は!!（小山）
- 銀河英雄伝説（弑逆未遂犯）
- スレイヤーズすぺしゃる（獣人A）
- BURN-UP W（犯人B）
- ファイアーエムブレム 紋章の謎（バーツ）
- BRONZE ZETSUAI since 1989（記者A）
- ぞくぞく村のオバケたち（イボイボ、ちくちく先生、ブタ男、ズズ 他）

1997年
- 銀河英雄伝説（グリーセンベック大将）
- 工業哀歌バレーボーイズ（谷口剛士）
- でたとこプリンセス（手下A）
- ふしぎ遊戯 第二部（飛皋）
- プリンセス・ルージュ（水城祐介）

1998年
- 紺碧の艦隊（阿比留二郎）
- 世紀末リーダー外伝たけし!（キムモー）
- ダイノゾーン（ダイノステゴ）
- ONE PIECE 倒せ!海賊ギャンザック（ロロノア・ゾロ）

1999年
- 青山剛昌短編集 夏のサンタクロース（佳祐）
- 名探偵コナン シリーズ（1999年 - 2012年、小嶋元太、高木刑事、仮面ヤイバー、大沢健太） - 20作品
- 最遊記（玄奘三蔵）
- るろうに剣心 -明治剣客浪漫譚- 追憶編（高杉晋作）

2000年
- ストリートファイターZERO - THE ANIMATION -（アドン）

2001年
- 頭文字D Extra Stage インパクトブルーの彼方に…（健二）
- ギターを持った少年 -キカイダーVSイナズマン-（揮大坊玲次郎）

2002年
- 頭文字D BATTLE STAGE（健二）
- かいけつゾロリの恐怖の花嫁作戦!!（イシシ）

2003年
- 機動新撰組 萌えよ剣（牛頭大王）
- 天地無用! 魎皇鬼 第三期（火美猛）
- はじめの一歩 間柴vs木村 死刑執行（青木勝）
- モエかん THE ANIMATION（おやじさん）

2004年
- 頭文字D to the Next Stage 〜プロジェクトDへ向けて〜（健二）
- 王ドロボウJING in Seventh Heaven（マラスキーノ）
- ナースウィッチ小麦ちゃんマジカルてZ（レポーター）

2006年
- アンパンマンとはじめよう! ひらがなであそぼう（ウサギの運転手）
- 淫夢〜恥辱の果肉祭〜 2nd night（高坂大輔）
- BALDR FORCE EXE RESOLUTION（ゲンハ）
- HELLSING（ヤン・ヴァレンタイン）

2007年
- 頭文字D BATTLE STAGE 2（健二）

2008年
- 頭文字D Extra Stage 2 〜旅立ちのグリーン〜（健二）

2009年
- To LOVEる -とらぶる- OVA（杉谷）

2010年
- 機動戦士ガンダムUC（アルベルト・ビスト） - 2016年に再編集作品『RE:0096』テレビ放送
- べるぜバブ 〜拾った赤ちゃんは大魔王!?〜（アランドロン） - ジャンプスーパーアニメツアー上映作品
- ムダヅモ無き改革 -The Legend of KOIZUMI-（正男）

2012年
- 金田一少年の事件簿「黒魔術殺人事件」（正野刑事）

2017年
- 蒼き雷霆 ガンヴォルト
- 岸辺露伴は動かない（2017年 - 2020年、虹村億泰） - 3作品

2018年
- ゴールデンカムイ（久寿田馬吉） - コミックス第15巻アニメDVD同梱版

### Webアニメ
2013年
- もうひとつの未来を。（後藤五郎）

2014年
- 神撃のバハムート（ハイデーモン）
- 名探偵コナン 逃亡者・毛利小五郎（小嶋元太）

2016年
- 残念中高年の健康見栄講座（クマダ）
- ポケモンジェネレーションズ（ラムダ）

2018年
- モンスターストライク（キングクロッチ）

2019年
- OBSOLETE（フェルナンド）

2021年
- 終末のワルキューレ（2021年 - 2023年、ゼウス、近藤勇） - 2シリーズ
- スター・ウォーズ: ビジョンズ
  - 赤霧（カマハチ）

- 鎮西八郎為朝（2021年、工藤茂光）

2022年
- サイバーパンク エッジランナーズ（ピラル）

2023年
- ヤキトリ（リメル武官）
- 鬼武者（或触奴）
- PLUTO（伴校長先生 / ヒゲオヤジ）

### ゲーム
1991年
- 雀偵物語2 宇宙探偵ディバン出動編（サイトウくん）

1992年
- ダウンタウン熱血行進曲（山田大樹、七瀬遥、前田亨、服部竜一、熊田重蔵） - PCエンジン

1993年
- ヴァイ 〜流星の鎧〜（レパード）
- 聖魔伝説3×3EYES（ナパルバ）
- ソードマスター（ガズス、バードック、ドルストール、サートス王側近、ルシフェル〈化身・男〉）
- ダウンタウン熱血物語（山田大樹） - PCエンジン

1994年
- バステッド（ガルシア）

1995年
- カブキ一刀涼談（甚五郎）
- 空想科学世界ガリバーボーイ（その他）
- ストリートファイターZERO（1995年 - 2006年、バーディー、アドン、ソドム、ザンギエフ、元） - 6作品
- 鉄拳2（三島平八、雷武龍〈レイ・ウーロン〉）
- リグロードサーガ（ラスティ）

1996年
- X-MEN VS. STREET FIGHTER（ザンギエフ）
- 王国のグランシェフ
- 進め!対戦ぱずるだま（政、珍 宝菜）
- ストリートファイターEX（ザンギエフ、ドクトリンダーク）
- ソウルエッジ（プレイステーション版）（御剣平四郎、ファン・ソンギョン）
- ブレインデッド13（ランス）
- リグロードサーガ2（ラスティ）
- ロックマン8 メタルヒーローズ（ソードマン、フロストマン）

1997年
- アルナムの翼 焼塵の空の彼方へ（シュレン）
- クイズなないろDREAMS 虹色町の奇跡（ジイ）
- ストリートファイターEX plus（ザンギエフ、ドクトリン・ダーク）
- ストリートファイターIII（リュウ、ヤン）
- ストリートファイターIII 2nd IMPACT（リュウ、ヤン、ヒューゴー）
- ティルク 〜青い海から来た少女〜（カース）
- 天外魔境 第四の黙示録（ロウ・ドック）
- トゥームレイダース（ラーセン）
- ポケットファイター（ザンギエフ）
- マーヴル・スーパーヒーローズ VS. ストリートファイター（ザンギエフ、メカザンギエフ）

1998年
- SDガンダム GGENERATION（1998年 - 2025年、ガロード・ラン、妖精ジムスナイパーカスタム） - 13作品
- 可変走攻ガンバイク（イッペー）
- 金田一少年の事件簿 星見島 悲しみの復讐鬼（支配人、船員）
- クラッシュ・バンディクー レーシング（コモド・ジョー）
- 時空探偵DD2 叛逆のアプサラル（三鷹和成）
- 進め!対戦ぱずるだま 闘魂!まるたま町（政）
- ストリートファイターEX2（ザンギエフ、ドクトリン・ダーク）
- ゼウス カルネージハートセカンド（ラミアム・マクガイア）
- ゼノギアス（ティモシー、観測員）
- ソウルキャリバー（ファン・ソンギョン）
- 超魔神英雄伝ワタル ANOTHER STEP（モロ・モロQ）
- バックガイナー（マサミツ）
- ファイアーウーマン纏組（津島京介）
- ファイティングアイズ（ファントム）
- MARVEL VS. CAPCOM CLASH OF SUPER HEROES（ザンギエフ）
- 村越正海の爆釣日本列島
- 名探偵コナン（桂木、元太）
- リアルロボッツファイナルアタック（ガロード・ラン）
- レガイア伝説（ヴァン、チェ・デリラ）

1999年
- ジョジョの奇妙な冒険 ※PS版
- 私立ジャスティス学園 熱血青春日記2（EDITキャラクター男）
- ストリートファイターEX2 PLUS（ザンギエフ、ドクトリン・ダーク）
- ゼウスII カルネージハート（ラミアム・マクガイア）
- グリントグリッター（シゲゾウ）
- ゴエモン もののけ双六
- トランスフォーマー ビーストウォーズメタルス64（チータス）
- トランスフォーマー ビーストウォーズメタルス 激突!ガンガンバトル（チータス）
- パワーストーン（1999年 - 2000年） - 2作品
- LOVE & DESTROY ラブアンドデストロイ（エッグ）
- Little Lovers SHE SO GAME（天方順一、田口〈体育教師〉、東本恭之）
- リフレインラブ2（高松圭一）

2000年
- アジト3（宇宙人類マサツグ）
- クラッシュ・バンディクー カーニバル（コモド・ジョー）
- ストリートファイターEX3（ザンギエフ、ドクトリン・ダーク）
- ブレイブサーガ2（ヴァリオン、セイバーヴァリオン、エースヴァリオン、マックスヴァリオン、ヴィクトリオン、ギャラクシオン）
- 冒険時代活劇ゴエモン（河太郎 他）
- ポポロクロイス物語II（ガボ、ドン、ガマガエル）
- 名探偵コナン 3人の名推理（小嶋元太、高木刑事）

2001年
- がんばれゴエモン〜大江戸大回転〜（エコロリ斎）
- サクラ大戦3 〜巴里は燃えているか〜（シゾー）
- スーパーロボット大戦α外伝（ガロード・ラン）
- トゥームレイダー5 クロニクル（ラーソン）
- ロックマンX6

2002年
- 機動戦士ガンダム ギレンの野望 ジオン独立戦争記（ギャリー・ロジャース）
- shinobi（産土ヒルコ〈若〉）
- シャーマンキング スピリット オブ シャーマンズ（トカゲロウ）
- 天使な小生意気（蘇我源造）
- ポポロクロイス はじまりの冒険（マルコ）
- 名探偵コナン 最高の相棒（高木刑事、小嶋元太、杉本哲平）
- ラチェット&クランク（スキッド・ミックマークス）

2003年
- SNK VS. CAPCOM SVC CHAOS（ヒューゴー）
- ガチャフォース（テツヤ、ネコベー、デスブレン）
- kunoichi（鬼火）
- サモンナイト3（ビジュ）
- シャーマンキング ソウルファイト（蜥蜴郎）
- ロックマンX7（フレイム・ハイエナード、トルネード・デボニオン）
- ONE PIECE グランドバトル! 3（ベラミー）

2004年
- 決戦III（前田利家、本願寺顕如）
- 勝負師伝説 哲也 DIGEST（ダンチ）
- ジャック×ダクスター2（ペッカー）
- ポポロクロイス 月の掟の冒険（マルコ）
- ラチェット&クランク3 突撃!ガラクチック★レンジャーズ（スキッド・ミックマークス）

2005年
- エウレカセブン TR1:NEW WAVE（フッキ・ズィーフ）
- 天外魔境III NAMIDA（鬼一番）
- 鋼の錬金術師3 神を継ぐ少女（ボリス・ハンマー）
- FRONT MISSION5 Scars of the War（エドワード・コリンズ）
- ONE PIECE パイレーツカーニバル（ベラミー）

2006年
- Mr.インクレディブル 強敵アンダーマイナー登場
- ロックマンゼクス（パープリル・ザ・マンドロイド）

2007年
- Another Century's Episode3 THE FINAL（ガロード・ラン）
- アンチャーテッド エル・ドラドの秘宝（エディー・ラジャ）
- ゲゲゲの鬼太郎 妖怪大運動会（ねずみ男）
- スーパーロボット大戦OG ORIGINAL GENERATIONS（フェルナンド・アルドゥク、戦士ロア）
- スーパーロボット大戦OG外伝（フェルナンド・アルドゥク、戦士ロア）
- ドラえもんWii ひみつ道具王決定戦!（先生）
- 名探偵コナン 追憶の幻想（小嶋元太）

2008年
- 機動戦士ガンダム ガンダムVS.ガンダム（ガロード・ラン）
- スーパーロボット大戦Z（ガロード・ラン）

2009年
- エウレカセブン TR2:NEW VISION（フッキ・ズィーフ）
- 機動戦士ガンダム ガンダムVS.ガンダムNEXT（ガロード・ラン）
- ぼくのなつやすみ4 瀬戸内少年探偵団「ボクと秘密の地図」（おじ2号）

2010年
- ALAN WAKE（バリー・ウィーラー）
- ガンダム無双3（ガロード・ラン）
- 機動戦士ガンダム エクストリームバーサス（2010年 - 2016年、ガロード・ラン） - 5作品
- キングダム ハーツ バース バイ スリープ（試作品221号〈スパーキー〉）
- ソニック カラーズ（キューボット）
- 忍たま乱太郎 学年対抗戦パズル!の段（平滝夜叉丸）
- 北斗無双（ジャギ）
- メタルファイト ベイブレード 爆神スサノオ襲来!（熊手熊介）
- メタルファイト ベイブレード ポータブル 超絶転生! バルカンホルセウス（熊手熊介）
- メタルファイト ベイブレード 頂上決戦!ビッグバン・ブレーダーズ（熊手熊介）
- エンド オブ エタニティ（オカマスター）

2011年
- Another Century's Episode Portable（ガロード・ラン）
- 第2次スーパーロボット大戦Z 破界篇 / 再世篇（ガロード・ラン）
- トリコ グルメサバイバル!（ゾンゲ）
- ONE PIECE ギガントバトル! 2 新世界（バンダー・デッケン九世）
- ONE PIECE ワンピーベリーマッチIC（バンダー・デッケン九世）

2012年
- 機動戦士ガンダム オンライン（ロジャース）
- Kinect スター・ウォーズ
- Kinect ラッシュ: ディズニー/ピクサー アドベンチャー（ガンマ）
- 真・北斗無双（ジャギ）
- ストリートファイター X 鉄拳（ヒューゴー）
- デビルサマナー ソウルハッカーズ（ランチ〈北川潤之介〉）
- トリコ グルメサバイバル!2（ゾンゲ）
- トリコ グルメモンスターズ!（ゾンゲ）
- PROJECT X ZONE（シゾー）
- ボーダーランズ2（クラップトラップ）
- マックス アナーキー（ブラッカー・バロン）

2013年
- ジョジョの奇妙な冒険 オールスターバトル（虹村億泰）
- 真・女神転生IV（マンセマット、クエビコ、ターミナルの番人）
- ソニック ロストワールド（キューボット）
- トリコ グルメガバトル!（ゾンゲ）
- 名探偵コナン マリオネット交響曲（小嶋元太、高木渉）

2014年
- ウルトラストリートファイターIV（ヒューゴー）
- NARUTO -ナルト- 疾風伝 ナルティメットストームレボリューション（トビ、うちはオビト）
- バイオハザード HDリマスター（ブラッド・ヴィッカーズ）
- はじめの一歩 THE FIGHTING!（青木勝）
- ベヨネッタ（エンツォ）※Wii U版
- ベヨネッタ2（エンツォ）
- ボーダーランズ プリシークエル（クラップトラップ〈各種〉）
- 名探偵コナン ファントム狂詩曲（小嶋元太、高木渉）
- ONE PIECE 超グランドバトル! X（ベラミー）

2015年
- ジョジョの奇妙な冒険 アイズオブヘブン（虹村億泰）
- 第3次スーパーロボット大戦Z 天獄篇（ガロード・ラン、アルベルト・ビスト）
- デュラララ!! Relay（法螺田）
- ドラゴンクエストVIII 空と海と大地と呪われし姫君（ラプソーン〈小〉）
- PROJECT X ZONE 2:BRAVE NEW WORLD（シゾー）
- ワンピース 海賊無双3 / 4（2015年 - 2020年、ベラミー） - 2作品

2016年
- NARUTO -ナルト- 疾風伝 ナルティメットストーム4（うちはオビト、トビ）
- Mighty No. 9（パイロジェン）
- スーパーロボット大戦OG ムーン・デュエラーズ（ロア）
- ガールフレンド（仮）（悪講師）
- デジモンユニバース アプリモンスターズ（アプリドライヴ）
- 龍が如く6 命の詩。（舛添耕治）

2017年
- 東京放課後サモナーズ（テュポーン、源ヨリトモ）
- ソラとウミのアイダ（万年玲二）
- ソニック フォース（キューボット）

2018年
- LINE リトルナイツ（アントーン）
- スーパーロボット大戦X-Ω（ガロード・ラン）
- ファイティングEXレイヤー（ドクトリン・ダーク）
- ぷよぷよ!!クエスト（小嶋元太）
- 機動戦士ガンダム エクストリームバーサス2（2018年 - 2025年、ガロード・ラン） - 4作品
- 鬼武者（木下藤吉郎）

2019年
- アークオブアルケミスト（ダリウス・ケンドリクス）
- チームソニックレーシング（キューボット）
- ボーダーランズ3（クラップトラップ）
- AI: ソムニウム ファイル（熊倉猛馬）

2020年
- ドラゴンクエストX いばらの巫女と滅びの神 オンライン（オジャロス）
- バイオハザード RE:3（ブラッド・ヴィッカーズ）
- ファイナルファンタジーVII リメイク（ベグ〈ベック〉）
- 白猫プロジェクト（アピス）
- スーパーロボット大戦DD（2020年 - 2022年、フェルナンド・アルドゥク、戦士ロア）
- ロストアーク（蒼天武闘祭の司会）
- ジョジョのピタパタポップ（虹村億泰）
- Marvel's Spider-Man:Miles Morales（ガンケ・リー）

2021年
- はじめの一歩 FIGHTING SOULS（青木勝）
- ジョジョの奇妙な冒険 ラストサバイバー（虹村億泰）
- SINoALICE -シノアリス-（ジョーカー）
- 共闘ことばRPG コトダマン（ウンコティンティン）
- 鬼滅の刃 ヒノカミ血風譚（鎹鴉）
- ファンタジア・リビルド（ルーク）
- スーパーロボット大戦30（ベルク・バトゥム・ビトゥル）

2022年
- 聖剣伝説 ECHOES of MANA（ニキータ）
- グランブルーファンタジー（ライログール）
- 妖怪ウォッチぷにぷに（高木渉）
- モンスターストライク（2022年 - 2024年、高木刑事、ガロード・ラン）
- 信長の野望・新生（豊臣秀吉）
- SDガンダム バトルアライアンス（ガロード・ラン）
- ジョジョの奇妙な冒険 オールスターバトルR（虹村億泰）
- ベヨネッタ3（エンツォ）
- パズル&ドラゴンズ（虹村億泰）

2023年
- デュエル・マスターズ プレイス（カツドン / 武闘将軍 カツキング）
- 超探偵事件簿 レインコード（スパンク＝カッツォーネル）
- 信長の野望 出陣（木下秀吉、豊臣秀吉、九鬼嘉隆）
- Marvel's Spider-Man 2（ガンケ・リー）
- ドラゴンクエストモンスターズ3 魔族の王子とエルフの旅（ドラン、暴魔公ツインエッジ）

2024年
- ファイナルファンタジーVII リバース
- 機動戦士ガンダム アーセナルベース（ガロード・ラン）
- 真・女神転生V Vengeance（マンセマット）
- 護縁（ユクソン）
- カルドアンシェル（土谷守、キズナコネクター / キズナコネクターDual、ジパング♂ ）
- 精霊機フレイリート（土谷守）

2025年
- BLEACH Rebirth of Souls（志波岩鷲）
- 牧場物語 Let's!風のグランドバザール（ミゲル）
- 仮面ライダーバトル ガンバレジェンズ（仮面ライダービターガヴ〈マーゲン〉）

### ドラマCD
- いちご100%（小宮山力也〈3巻 - 〉）
- 頭文字D 番外編〜黒い稲妻・新たなる不敗伝説〜（健二）
- Weiß kreuz Wish A Dream Collection III THE ORCHID under THE SUN 太陽の蘭（斎藤輝男）
- NG騎士ラムネ&40 2 キングオブキングス熱血スペシャル（兵士）
- お仕事ください！（中田勘吉）
- かかってきなさい!（男子生徒A）
- 機動戦士ガンダムNT Blu-ray特典ドラマCD「獅子の帰還」（アルベルト・ビスト[258]）
- 銀河ロイドコスモX IN ヒーロークロスライン ドラマCD（ジエンド〈明超次〉）
- GetBackers-奪還屋- 永遠の絆を奪り還せ!編2〜Bug's Karma〜（奏蝉丸）
- ゲムドラナイトスペシャル 大正浪漫雑記帳（幽霊の青年）
- 恋の心に黒い羽（瓜谷）
- 幸運男子 -ラッキーくん-（三島）
- エニックスドラマCDコレクション最遊記（玄奘三蔵）
- 叫んでやるぜ!シリーズ（塚本マネージャー）
- CDシアター ドラゴンクエストV（ジャミ）
- 集英社カセットブック ジョジョの奇妙な冒険 第1巻 空条承太郎見参の巻（不良B）
- しあわせにできるシリーズ 1 - 5（豊川課長）
- ショショリカ（カロ＝ヨシヒロ）
- ストリートファイターEX ドラマCD（ドクトリン・ダーク）
- GファンタジーコミックCDコレクション ファイアーエムブレム暗黒竜と光の剣（カイン、Vol. 1のみ）
- DOUBLE CALLシリーズ 1 - 7（風祭礼二郎）
- ちゃーみんぐ オリジナル・イメージ・アルバム（根本遼太）
- ちょーシリーズ（アラン王子）
- D・N・ANGEL WINKシリーズ（冴原剛）
- どうして涙がでるのかな（小栗）
- 「刻の男組（ときのスーパーヒーロー）」第4弾「チビッコ☆一寸法師」（お爺さん、お婆さん）
- 忍たま乱太郎 ドラマCD シリーズ（2009年 - 2015年、平滝夜叉丸） - 4作品[一覧 27]
- 熱血声優物語 叫んでやるぜ! 1 - 4 シリーズ（塚本マネージャー）
- 走れ!T高バスケット部（斎藤健太）
- 花のあすか組!（スカウトマン）
- ファイヤーウーマン「纏組」（津島京介）
- 新世紀GPXサイバーフォーミュラ SAGAII ROUND5 ジャガーのエンブレム（松川春希）
- バンドやろうぜ! OSIRIS「Voice」（尾根プロデューサー）
- 放課後はミステリーとともに（城ノ内室長）
- 魔界学園II 激闘編（生徒A、部員A）
- 街 第Qの男 〜QはquestionのQ〜（高峰隆士）
- 魔法陣グルグルシリーズ（ゲイル）
- 無限のフロンティアEXCEED×スーパーロボット大戦OG スペシャルドラマCD「無限の扉絵」（ロア）
- 無責任艦長タイラー MUSIC FILE6 "運否天賦UNPUTENPU"（レナンディ大尉）
- モエおと（おやじさん）
- 幸運男子 -ラッキーくん-（三島）
- レヴァリアース幸運!? を呼ぶブレスレット
- REMASTERED TRACKS ROCKMAN ZERO（ミラン）
- 悪魔で候（上条優一）
- 月刊ときめきメモリアルNo.1〜6（藤堂ひろし）

### ラジオドラマ
- 銀河ロイドコスモX ヒーロークロスラインにクロスせよ!（ジエンド / 明超次）※智一・美樹のラジオビッグバン内にて
- ファイナルファンタジータクティクスアドバンス（エゼル・バルビエ）
- 日本生命 presents パートナーズ!〜私と僕の明日物語〜（田端昭三[259]）
- FMシアター「武ちゃんの遺しもの」（2021年、NHK-FM）

### 吹き替え

#### 担当俳優
アダム・ディヴァイン
- ウェディング・フィーバー ゲスな男女のハワイ旅行（マイク）
- ギリ義理ファミリー（オーウェン）
- ロマンティックじゃない?（ジョシュ）

アラン・カミング
- スパイキッズ（フループ）※機内上映版
- スマーフ（ガッツィー）
- スマーフ2 アイドル救出大作戦!（ガッツィー）

アラン・テュディック
- ドゥーム・パトロール（エリック・モーデン / Mr.ノーバディ）
- ドッジボール（スティーブ）
- ROCK YOU!（ワット）※ソフト版

アンソニー・アンダーソン
- トランスフォーマー（グレン・ホイットマン〉）
- バーバーショップ（JD）
- バーバーショップ3 リニューアル!（JD）

キューバ・グッディング・ジュニア
- エンドゲーム/大統領最期の日（アレックス・トーマス）
- ジャッジメント・ナイト（マイク・ピーターソン）
- 大統領の執事の涙（カーター・ウィルソン）※BSジャパン版
- チャーリーと18人のキッズ in ブートキャンプ（チャーリー・ヒントン）
- パール・ハーバー（ドリー）※テレビ朝日版
- ファイティング・テンプテーションズ（ダリン・ヒル）

クリス・ロック
- スパイラル:ソウ オールリセット（ジーク・バンクス刑事）
- 天国からきたチャンピオン 2002（ランス・バートン）
- 9デイズ（ジェイク・ヘイズ）※ソフト版、フジテレビ版
- ブーメラン（ボニー・T）※フジテレビ版
- FARGO/ファーゴ:カンザスシティ（ロイ・キャノン）
- ボウリング・フォー・コロンバイン（本人）※ソフト版、テレビ東京版
- 魔女がいっぱい（ナレーター）
- リーサル・ウェポン4（リー・バターズ）※日本テレビ版・テレビ朝日版

ケヴィン・ハート
- ベストマン -シャイな花婿と壮大なる悪夢の2週間-（ジミー）
- マン・フロム・トロント（テディ）
- Lift/リフト（サイラス・ウィテカー）

ジェイミー・フォックス
- キングダム/見えざる敵（ロナルド・フルーリー）
- 恋のトリセツ 別れ編（クインシー・ワトソン）
- コラテラル（マックス）

ジャック・ブラック
- 愛しのローズマリー（ハル・ラーソン）
- ガリバー旅行記（レミュエル・ガリヴァー）
- キング・コング（カール・デナム）※予告編のみ
- グースバンプス モンスターと秘密の書（R・L・スタイン / 腹話術人形スラッピーの声 / 透明人間の声）
  - グースバンプス 呪われたハロウィーン（R・L・スタイン）

- ジュマンジ/ウェルカム・トゥ・ジャングル（シェルドン・“シェリー”・オベロン）
  - ジュマンジ/ネクスト・レベル（シェルドン・“シェリー”・オベロン）

- SEXテープ（ラモント）
- ナチョ・リブレ 覆面の神様（イグナシオ）
- ハイ・フィデリティ（バリー）
- バッド・ブロマンス（ダン・ランズマン）
- ビッグ・ボーイズ しあわせの鳥を探して（ブラッド・ハリス）
- ブレイン・ゲーム スターの頭脳チャレンジ!（本人）※ナショナル・ジオグラフィック版
- ボーダーランズ（クラップトラップ）
- 僕らのミライへ逆回転（ジェリー）
- ポルカ・キング（ヤン・ラバン）

ショーン・アスティン
- 50回目のファースト・キス（ダグ・ホイットモア）
- ストレイン 沈黙のエクリプス（ジム・ケント）
- 24 -TWENTY FOUR- シーズン5（リン・マクギル）

ショーン・ウィリアム・スコット
- アメリカン・パイシリーズ（スティーヴ・スティフラー）
  - アメリカン・パイ
  - アメリカン・サマー・ストーリー
  - アメリカン・パイ3:ウェディング大作戦
  - アメリカン・パイパイパイ!完結編 俺たちの同騒会

- エボリューション（ウェイン・グレイ）※日本テレビ版
- サウスランド・テイルズ（ローランド・タヴァナー）

ジョシュ・ギャッド
- スティーブ・ジョブズ（スティーブ・ウォズニアック）
- スラムドッグス（ガス）
- 僕のワンダフル・ライフ（ベイリー、バディ、ティノ、エリー）
  - 僕のワンダフル・ジャーニー（ベイリー、モリー、ビッグ・ドッグ、マックス）

ジョン・レグイザモ
- アサルト13 要塞警察（ベック）※テレビ朝日版
- ER XII 緊急救命室（ドクター・クレメンテ）
- シェフ 三ツ星フードトラック始めました（マーティン）

スティーヴ・ザーン
- ユー・ガット・メール（ジョージ・パパス）※フジテレビ版
- リアリティ・バイツ（サミー・グレイ）
- ロードキラー（フラー）※テレビ東京版

チャーリー・チャップリン
- 雨に降られて（ほろ酔いのホテル客）
- ヴェニスの子供自動車競走（レースの観客）
- 成功争ひ（洒落男の詐欺師）
- 笑いのガス（歯科助手）

チャーリー・デイ
- 恋人を取り戻すには（ピーター）
- モンスター上司（デイル・アーバス）
- モンスター上司2（デイル・アーバス）

トビー・ジョーンズ
- インフィニット 無限の記憶（ブライアン・ポーター）
- ジュラシック・ワールド/炎の王国（エヴァーソル）
- スノーホワイト（森の番人コル）
- ハリー・ポッターと秘密の部屋（ドビー）
- ハリー・ポッターと死の秘宝 PART1（ドビー）

マイク・エップス
- パージなナイト ブラックさん家の史上最悪の12時間（カール・ブラック）
- バイオハザードII アポカリプス（ロイド・J・ウェイン）※フジテレビ版
- バイオハザードIII（ロイド・J・ウェイン）※テレビ朝日版

#### 映画（吹き替え）
- アーミクロン
- アイアン・スカイ（ジェームズ・ワシントン〈クリストファー・カービイ〉[274]）
- アイアンマン（ジェームズ・“ローディ”・ローズ〈テレンス・ハワード〉）※劇場公開版
- 愛する人に伝える言葉（エデ医師）
- アウトサイダー（ツービッド・マシューズ〈エミリオ・エステベス〉）※ソフト版
- 赤ちゃんの逆襲（シモン・ヴァリオ）
- アクトレス（ポール〈バレット・ブレイド〉）
- アシュラ（パク・ソンベ〈ファン・ジョンミン〉）
- 穴/HOLES（脇の下）
- アナコンダ2（コール・バリス〈ユージン・バード〉）
- アメリカン・サイコ（ポール・アレン〈ジャレッド・レト〉）※ソフト版
- アメリカン・パイ in ハレンチ・マラソン大会（ドワイト・スティフラー〈スティーヴ・タリー〉）
  - アメリカン・パイ in ハレンチ課外授業（ドワイト・スティフラー〈スティーヴ・タリー〉）
- 嵐が丘（リントン・ヒースクリフ〈ジョナサン・ファース〉）
- アンツ・イン・ザ・パンツ!（レッドブル〈アクセル・シュタイン〉）
- イノセント・ボイス 12歳の戦場（アンチャ）
- イビサボーイズ GO DJ!（ケビン）
- イン&アウト（ジャック〈ショーン・ハトシー〉）
- インデペンデンス・デイ（ミゲル・ケイス〈ジェームズ・デュヴァル〉）※ソフト版
- ヴァン・ヘルシング（カール〈デビッド・ウェナム〉）※劇場公開版
- ヴィーガンズ・ハム（ヴァンサン・パスカル〈ファブリス・エブエ〉[275]）
- ウェイキング・ライフ（主人公の青年〈ワイリー・ウィギンズ〉）
- エグゼクティブ・デシジョン（ルイ〈B・D・ウォン〉）※テレビ朝日版
- オーバー・エベレスト 陰謀の氷壁（スヤ〈バハック・ハーキー〉[276]）
- 男たちの挽歌（ソン・チー・キット〈レスリー・チャン〉）※カルチュア・パブリッシャーズ版
- 男たちの挽歌 II（ソン・チー・キット〈レスリー・チャン〉）※カルチュア・パブリッシャーズ版
- 踊るマハラジャ★NYへ行く（ヴィジェイ）
- 親指ウォーズ（プリッシーPO）
- 親指タイタニック（フィル）
- 俺たちヒップホップ・ゴルファー（クリストファー・“Cノート”・ホーキンス〈ビッグ・ボーイ〉）
- ガーフィールド（ナーマル〈デビッド・エイゲンバーグ〉）
- カクタス・ジャック（ニコ）
- かぞくはじめました（ウォルター〈フェイゾン・ラヴ〉）
- 彼女と僕のいた場所（スキッピー〈ジェイソン・ワイルズ〉）
- カントリーベアーズ（ハム）
- 喜劇王（ホン〈アレックス・ラム〉）
- きっと、うまくいく（ファラン・クレイシー〈R・マドハヴァン〉）※BSジャパン版
- キャッツ & ドッグス 地球最大の肉球大戦争（ピーク〈ジョー・パントリアーノ〉、アンガス・マクドゥール）
- ギャング・イン・ニューヨーク（ジョン・ゴッティ〈ジョン・トラボルタ〉）
- キルミー・レイター 崖っぷち逃避行（チャーリー・アンダース〈マックス・ビーズリー〉）
- グース（バリー・ストリックランド）※ソフト版
- クールボーダー（ピッグ・ペン）
- クール・ランニング（ジュニア・バヴェル）※日本テレビ版
- グッド・ウィル・ハンティング/旅立ち（モーガン・オマリー〈ケイシー・アフレック〉）
- グッド・バーガー（エド）
- グッバイ・モロッコ（ビラル〈サイード・タグマウイ〉）
- グッバイ、レーニン!（デニス・ドマシュケ〈フロリアン・ルーカス〉）
- クリフハンガー（エヴァン〈マックス・パーリック〉）※ソフト版
- クリムゾン・タイド（ダニー・リベッティ〈ダニー・ヌッチ〉）※テレビ朝日版
- クルーレス（トラヴィス・バーケンストック〈ブレッキン・メイヤー〉）
- クロコダイルの涙（ギャング団リーダー）
- 刑事マディガン（ヒューイ）※ソフト版
- ゲット・サンタ!聖なる夜の脱獄大作戦（サンタクロース〈ジム・ブロードベント〉）
- ゲット・リッチ・オア・ダイ・トライン（バマ〈テレンス・ハワード〉）
- ケンタッキー・フライド・ムービー（スティーブン・マクロスキー〈ジム・エイブラハムズ〉）※ソフト版
- ゴーストバスターズ（ルイス・タリー〈リック・モラニス〉[277]）※ソフト版
- コールド・ブラッド/殺しの紋章（ビンゴ〈ニコラス・タートゥーロ〉）
- 荒野のマニト（ディミトリ）
- GODZILLA（ニック・タトプロス〈マシュー・ブロデリック〉）※日本テレビ版[15]
- コップ・アウト 〜刑事した奴ら〜（ポール・ホッジス〈トレイシー・モーガン〉）
- 最'愛'絶叫計画（ヒッチ〈トニー・コックス〉）
- サイモン・セズ（ニック・ミランダ〈デイン・クック〉）
- ザ・クラフト（クリス・フッカー〈スキート・ウールリッチ〉）
- サッカー・ドッグ（オールデン〈ジェームズ・マーシャル〉）
- 殺人療法/臓器強奪（マイク・フレンチ）
- ザ・ビーチ（ゼフ〈ピーター・ヤングブラッド・ヒルズ〉）※日本テレビ版
- サボテン・ブラザース（ネッド・ネーダランダー〈マーティン・ショート〉）※ソフト版
- THE MOON（キム・インシク〈チョ・ハンチョル〉[278]）
- ザ・メキシカン（車泥棒〈リチャード・コッカ〉）※ソフト版
- ザ・ロック（ジェパード〈ダニー・ヌッチ〉）※テレビ朝日版
- ザ・ワイルド（スティーヴ〈ハロルド・ペリノー・ジュニア〉）※ソフト版
- サンクタム（クレイジー・ジョージ）
- シーズ・オール・ザット（ブロック・ハドソン〈マシュー・リラード〉）
- ジーパーズ 恐怖の都市伝説（ハリー）
- シービスケット（ジョージ・"アイスマン"・ウルフ〈ゲイリー・スティーヴンス〉）
- ジェームス・ブラウン 最高の魂を持つ男（ジェームス・ブラウン〈チャドウィック・ボーズマン〉）
- シェーン（ジョー・スターレット〈ヴァン・ヘフリン〉[279]）※スター・チャンネル版
- ジェシカおばさんの事件簿/寒い国から来た標的（ジョン・メンドーザ）
- ジキル&ハイド（ブラッドショー〈マイケル・シーン〉）
- シティ・オブ・ジョイ
- シャーク・ド・フランス（ティエリー〈カド・メラッド〉[280]）
- シャークネードシリーズ
  - シャークネード エクストリーム・ミッション（マット・ラウアー）
  - シャークネード5 ワールド・タイフーン（首相〈クリス・カッテン〉）
  - シャークネード6 ラスト・チェーンソー（ブライアン〈ジュダ・フリードランダー〉）
- ジャーヘッド（デイヴ・ファウラー〈エヴァン・ジョーンズ〉）
- Shall We Dance?（チック〈ボビー・カナヴェイル〉）※日本テレビ版
- ジュマンジ（カール・ベントレー〈デヴィッド・アラン・グリア〉）※BD版
- 少林サッカー（空渡り〈ラム・ジーチョン〉）※インターナショナル版
- 食人族（アラン・イエーツ〈ガブリエル・ヨーク〉[281]）※UHD BD版
- 処刑ライダー（ビリー・ハンキンス〈マシュー・バリー〉）※テレビ朝日版
- ジョニー・イングリッシュ（ボフ〈ベン・ミラー〉）※劇場公開版
- ジョニー・イングリッシュ アナログの逆襲（ボフ〈ベン・ミラー〉）
- 尻怪獣アスラ（タシラ）
- 死霊のはらわた（エリック〈ルー・テイラー・プッチ〉）
- シルミド/SILMIDO（ウォニ〈イム・ウォニ〉）※ソフト版
- 新・ぼくはむく犬（ディップ）
- スウィング・キッズ/引き裂かれた青春（ピーター・ミュラー〈ロバート・ショーン・レナード〉）
- 杉原千畝 スギハラチウネ（ペシュ〈ボリス・スジック〉）
- スキャナー・ダークリー（ジム・バリス〈ロバート・ダウニー・Jr〉）
- スクリーム2（ミッキー〈ティモシー・オリファント〉）
- スクワント/伝説の勇者（スクワント〈アダム・ビーチ〉）
- スタンド・バイ・ミー（アイボール・チェンバーズ〈ブラッドリー・グレッグ〉）※VHS・DVD版
- ステップフォード・ワイフ（ウォルター・クレズビー〈マシュー・ブロデリック〉）
- スネーク・フライト（トロイ〈キーナン・トンプソン〉）
- スパイアニマル・Gフォース（ブラスター〈トレイシー・モーガン〉[282]）
- スパイダー パニック!（ハーラン〈ダグ・E・ダグ〉）※テレビ東京版
- スピリット・ボクシング（ベン〈D・L・ヒューリー〉）
- スモーク（トーマス・コール〈ハロルド・ペリノー・ジュニア〉）
- スリー・キングス（コンラッド〈スパイク・ジョーンズ〉）※フジテレビ版
- S.W.A.T.（ブライアン・ギャンブル〈ジェレミー・レナー〉）※ソフト版
- セシル・B/ザ・シネマ・ウォーズ（ルイス〈ラリー・ギリアード・Jr〉）
- セブンティーン・アゲイン（ネッド・ゴールド〈トーマス・レノン〉）
- セレナ（クリス・ペレス〈ジョン・セダ〉）
- 戦場のキックオフ（ゼフリン・ビロン〈ジャン＝ジェローム・エスポジート〉）
- ソウルの春（チョン・ドゥグァン〈ファン・ジョンミン〉[283]）
- ダーク・ファイター8（ビリー・ジョー）※テレビ東京版
- ダークロード 〜闇夜の逃亡者〜（トーマス〈マッツ・ミケルセン〉）
- ダーティ・シェイム（ウェイマン）
- ターナー&フーチ/すてきな相棒 ※テレビ朝日版
- タイタンズを忘れない（ルーイ・ラスティック〈イーサン・サプリー〉）
- タイタンの戦い（預言者プロコピオン〈ルーク・トレッダウェイ〉）※劇場公開版
- ダイ・ハード3（デクスター）※フジテレビ版
- DUST ダスト（エッジ〈エイドリアン・レスター〉）
- タッカー
- ダニー・ザ・ドッグ（レフティ〈ディラン・ブラウン〉）※テレビ東京版
- 007/慰めの報酬（グレッグ・ビーム〈デヴィッド・ハーバー〉）※キングレコード版
- ダレン・シャン
- ダンサー（ジャスパー・レイ）
- ダンジョン&ドラゴン（スネイルズ〈マーロン・ウェイアンズ〉）※日本テレビ版
- ダンス・ウィズ・ミー（ラファエル〈チャヤン〉）
- ダンテズ・ピーク（ジェリー）※テレビ朝日版
- チャーリーズ・エンジェル フルスロットル（シーマス・オグレイディ〈ジャスティン・セロー〉）※ソフト版
- チャイニーズ・オデッセイ（チー・チンポウ/孫悟空〈チャウ・シンチー〉）
- CHAPPIE/チャッピー（ニンジャ）
- 沈黙の報復（アーマンド・タッカー〈エディ・グリフィン〉）
- 月に願いを（ブレット〈ガイ・ピアース〉）
- デイモン・ウェイアンズはメジャー・ペイン（ベンソン・ペイン少佐〈デイモン・ウェイアンズ〉）
- テキサス・レンジャーズ（ランドルフ・ダグラス・シピオ〈アッシャー〉）
- DOA/デッド・オア・アライブ（ザック〈ブライアン・J・ホワイト〉）
- テネイシャスD 運命のピックをさがせ!（ギターショップの店員〈ベン・スティラー〉）
- DUNE/デューン 砂の惑星（ジャミス〈バブス・オルサンモクン〉[284]）
  - デューン 砂の惑星PART2[285]
- 天国の口、終りの楽園。（フリオ・サパタ〈ガエル・ガルシア・ベルナル〉）
- 天使にラブ・ソングを2（スケッチ）※日本テレビ版
- 天使のくれた時間（キャッシュ・マネー〈ドン・チードル〉）
- デンジャラス・ビューティー（ハリス捜査官）※日本テレビ版
- デンジャラス・ビューティー2（ジェフ・フォアマン〈エンリケ・ムルシアーノ〉）※日本テレビ版
- トゥームレイダー（ブライス〈ノア・テイラー〉）※フジテレビ版
- トゥルー・ロマンス（フロイド〈ブラッド・ピット〉）※テレビ東京版
- 父さんはオジロジカ・ハンター（バック・ファーガソン〈ジョシュ・ブローリン〉）
- ドクター・ドリトル2（カメレオンのペピート〈ジェイコブ・バルガス〉）※ソフト版
- トップガン（グース〈アンソニー・エドワーズ〉）※日本テレビ版
- 友へ チング（イ・ジュンホ〈チョン・ウンテク〉）※ソフト版（標準語）
- トランスフォーマー/ビースト覚醒（チーター[286]）
- トランセンデンス（マーティン〈クリフトン・コリンズ・Jr〉）
- ドリーム・シナリオ（ブレット〈ティム・メドウス〉[287]）
- ドリヴン（メモ・モレノ〈クリスチャン・デ・ラ・フエンテ〉）※日本テレビ版
- トレジャー・ハンターズ/進め!笑撃冒険王（ダン・モット〈セス・グリーン〉）
- トレスパス（ウィッキー）
- トロン（ラム）※ソフト版
- ドン・ジュアン（スガナレル〈ミシェル・ブジュナー〉）
- ナイト・ウォッチ（アナトーリー）
- ナイト・オブ・ザ・リビングデッド（トム）
- ナイト ミュージアム2（ブランドン〈ジョナ・ヒル〉）
- ニキータ（リコ）※ソフト版
- ノトーリアス・B.I.G.（ショーン・“パフィ”・コムズ〈デレク・ルーク〉）
- ハード・キャッシュ（テイラー〈クリスチャン・スレーター〉）
- バチェラー・パーティ2 最後の貞操ウォーズ（セス〈ダニー・ジェイコブス〉）
- バック・トゥ・ザ・フューチャーシリーズ（ゴールディ・ウィルソン〈ドナルド・フュリラブ〉[288]）※日本テレビ版
  - バック・トゥ・ザ・フューチャー
  - バック・トゥ・ザ・フューチャー PART2
- バッドサンタ（マーカス〈トニー・コックス〉）
- バッド・ジーニアス 危険な天才たち（リンの父〈タネート・ワラークンヌクロ〉[289]）
- バッドタイム（マイク〈フレディ・ロドリゲス〉）
- バッドボーイズ2バッド（マーカス・バーネット〈マーティン・ローレンス〉）※テレビ朝日版
- 花の影（パン・チョンダー）
- パニック・ルーム（ジュニア〈ジャレッド・レト〉）※テレビ朝日版
- パニッシャー: ウォー・ゾーン（ルーニー・ビン・ジム〈ダグ・ハッチソン〉）
- ハムナプトラ2/黄金のピラミッド（イジー〈ショーン・パークス〉）※フジテレビ版
- ハロウィン THE END（ウィリー・ザ・キッド〈ケラウン・ハリス〉）
- ビー・バッド・ボーイズ（ジャマール〈レッドマン〉）
- ヒックとドラゴン（ゲップ〈ニック・フロスト〉[290]）
- ビッグ・ヒット（ビッグ・トップ・ビデオの店員〈ダニー・スミス〉）
- 秘密と嘘（ポール）
- ビルとテッドの地獄旅行（テッド・セオドア・ローガン〈キアヌ・リーブス〉）※テレビ東京版
- ビルとテッドの時空旅行 音楽で世界を救え!（ビル〈アレックス・ウィンター〉[291]）
- ファイナル・デッドコースター（フランキー〈サム・イーストン〉）
- ファングルフ/月と心臓（ブラッド〈ヴィンス・ヴィーラフ〉）※テレビ東京版
- フィースト2/怪物復活（スラッシャー〈カール・アンソニー・ペイン〉）
- フィースト3/最終決戦（スラッシャー〈カール・アンソニー・ペイン〉）
- 夫婦の楽園?! エデンへようこそ（ジョーイ〈ジョン・ファヴロー〉）※Netflix版
- ふたりの男とひとりの女（ションテ・ジュニア・ベイリーゲイツ〈ジェロード・ミクソン〉）
- ブラザーサンタ（ニコラス・クロース〈ポール・ジアマッティ〉）
- フリー・ファイヤー（ヴァーノン〈シャールト・コプリー〉[292]）
- ブルース・ブラザース（ジェイク・ブラザーズ〈ジョン・ベルーシ〉）※BD版
- ブレイク・ビーターズ（ダンスチームのコーチ）[293]
- プレデターズ（スタンズ〈ウォルトン・ゴギンズ〉）
- ベオウルフ/呪われし勇者（グレンデル〈クリスピン・グローヴァー〉）
- ベガス・バケーション（ラスティ・グリスウォルド〈イーサン・エンブリー〉）
- ベスト・キッド4（ネッド）
- ヘラクレス（アウトリュコス〈ルーファス・シーウェル〉[294]）
- ホーム・アローン（バズ・マカリスター〈デヴィン・ラトレイ〉）※フジテレビ版
- ホーム・アローン2（バズ・マカリスター〈デヴィン・ラトレイ〉）※フジテレビ版
- ホールドオーバーズ 置いてけぼりのホリディ（ポール・ハナム〈ポール・ジアマッティ〉[295]）
- ボクらのママに近づくな!（ニック〈アイス・キューブ〉）
- ボクらのママに近づくな!2（ニック〈アイス・キューブ〉）
- 星の王子 ニューヨークへ行く2（セミ 他〈アーセニオ・ホール〉[296]）
- ホット・ロッド/めざせ!不死身のスタントマン（リコ〈ダニー・マクブライド〉）
- ホビット 竜に奪われた王国（蜘蛛）
- ほぼ300<スリーハンドレッド>（レオニダス〈ショーン・マグワイア〉）
- マカロニ・ウエスタン 800発の銃弾（マヌエル）
- マスク2（オーティス〈リチャード・ホーヴィッツ〉）
- 待ちきれなくて…（ケニー・フィッシャー〈セス・グリーン〉）
- マッド・ラブ（ダンカン）
- マネー・トレーダー 銀行崩壊（ダニー・アルギロポロス〈リー・ロス〉）
- マネキン2（エゴン/兵士）※VHS版
- マペットシリーズ
  - ゴンゾ宇宙に帰る（ペペ、サル・ミネラ、サンドウィッチ）
  - ザ・マペッツ（ペペ、ミス・プーギー 他）
  - マペットのオズの魔法使い（ペペ、サル・ミネラ）
  - マペットのホーンテッドマンション（ペペ、サル・ミネラ）
  - マペットのメリー・クリスマス（ペペ、サル・ミネラ、飼育員の男）
- ミート・ザ・ジェンキンズ（RJ・ジェンキンス〈マーティン・ローレンス〉）
- Mr.ダマー2 1/2（ドクター・ブラウン〈マックス・カセラ〉）
- ミステリー・ツアー（デイヴ〈ポール・ソーター〉）
- ミミック（ジョシュ〈ジョシュ・ブローリン〉）※テレビ東京版
- ミュータント・タートルズ（ダニー・ペニントン〈マイケル・ターニー〉）※VHS版
- ムトゥ 踊るマハラジャ（テーナッパン〈センディル〉[297]）
- メン・イン・ブラック2（スクラッド / チャーリー〈ジョニー・ノックスビル〉）※テレビ朝日版
- モンキーボーン（モンキーボーン〈ジョン・タトゥーロ〉）
- 余命90分の男（アーロン〈ピーター・ディンクレイジ〉）
- 40男のバージンロード（ダグ〈トーマス・レノン〉）
- ライアー ライアー（フレッチャー・リード〈ジム・キャリー〉）※新ソフト版
- ラスト・キャッスル（アギラー〈クリフトン・コリンズ・Jr〉）
- ラム・ダイアリー（モバーグ〈ジョヴァンニ・リビシ〉）
- 乱気流/ファイナル・ミッション（ジョン）※フジテレビ版
- ランペイジ 巨獣大乱闘（ブレット・ワイデン〈ジェイク・レイシー〉[298]）
- リンガー! 替え玉★選手権（ジミー・ワシントン）
- ルーニー・テューンズシリーズ（ダフィー・ダック）
  - スペース・ジャム
  - ルーニー・テューンズ:バック・イン・アクション
  - スペース・プレイヤーズ[299]
- レイン・オブ・アサシン（転輪王〈ワン・シュエチー〉）
- レジェンド 狂気の美学（ロン・クレイ〈トム・ハーディ〉）
- レストラン（レゲエ）
- レッド・オクトーバーを追え!（ロナルド・ジョーンズ〈コートニー・B・ヴァンス〉）※テレビ朝日版
- レッド・ブロンクス（アンジェロ〈ガービン・クロス〉）※テレビ東京版
- ロード・トリップ パパは誰にも止められない!（ダグ・グリーンハット〈ダニー・オズモンド〉）
- ローマの休日（アーヴィング〈エディ・アルバート〉[300]）※N.E.M版
- ロストボーイ:ニューブラッド（サム・エマーソン〈コリー・ハイム〉）
- ロッキー&ブルウィンクル（ルイス〈キーナン・トンプソン〉）
- ロック、ストック&トゥー・スモーキング・バレルズ（ソープ〈デクスター・フレッチャー〉）
- ロボシャーク vs. ネイビーシールズ（リック〈マット・リッピー〉）
- ワイルド・クライムズ（ビル〈ロブ・シュナイダー〉）
- ワイルド・スピード（エドウィン〈ジャ・ルール〉）※ソフト版
- ワイルド・スピード ICE BREAK（ローズ〈クリストファー・ヒヴュ〉[301]）
- 悪党にもラブソングを!（リージョン・ジャクソン〈トレイシー・モーガン〉）
- ワンス・ビトゥン 恋のチューチューバンパイア（マーク〈ジム・キャリー〉）

#### ドラマ
- ARMORED SAURUS アーマードサウルス（カイザー〈ケビン〉[302]）
- iCarly（スパンキー）
- アガサ・クリスティー ミス・マープル スリーピング・マーダー（ヒュー・ホーンビーム）
- アグリー・ベティ2（ジョバンニ・ロッシ / ジオ〈フレディ・ロドリゲス〉）
- ER緊急救命室X #17（パーシー）
- NCIS: ニューオーリンズ（ジミー・ボイド）
- LAX（ヘンリー〈フランク・ジョン・ヒューズ〉）
- エレメンタリー3 ホームズ&ワトソン in NY（アボットとコステロ〈ルー・コステロ〉）
- キャッスル 〜ミステリー作家は事件がお好き（ノーマン）
- 恐竜家族（ウッディ）
- ギルデッド・エイジ -ニューヨーク黄金時代-（ウォード・マカリスター〈ネイサン・レイン〉）
- ギルモア・ガールズ（ハリー）
- クリミナル・マインド5 FBI行動分析課 #11（デイル・シュレーダー〈リー・ターゲセン〉）
- 刑事ナッシュ・ブリッジス（JJ・ドミンゲス）
- サム&キャット（シコウィッツ先生）
- シャーロック・ホームズの冒険 サセックスの吸血鬼（ジャック・ファーガソン）
- スーパーナチュラル（エド）
- セサミストリート（ベビーベア）※スペシャル版
  - セサミストリート: 世界の国からハッピーニューイヤー
  - エルモのクリスマス
- スタートレック:ディープ・スペース・ナイン（青年のジェムハダー）
- スター・ウォーズ:スケルトン・クルー シーズン1 #6（ヴェイン）
- ダークエンジェル（スケッチー〈リチャード・ガン〉）※ソフト版
- 大草原の小さな家（エドワーズ〈ヴィクター・フレンチ〉[303]）※NHK BS4K版
- タイムレス（ルーファス・カーリン〈マルコム・バレット〉）
- ドールハウス Dollhouse（ゾーン〈ザック・ウォード〉）
- ドクター・フー（エルトン）
- ナイトシフト3 真夜中の救命医 #7（ハロルド）
- バイオニック・ウーマン（ネイサン〈ケヴィン・ランキン〉）
- 初恋（オ・トンパル）
- パパにはヒ・ミ・ツ2（C.J.〈デヴィッド・スペード〉）
- パワーレンジャー（グー・フィッシュ〈ロバート・アクセルロッド〉）
- ビクトリアス（シコウィッツ先生）
- ふたりは最高!ダーマ&グレッグ
  - シーズン1 #3（ブライアン〈ジョン・クライヤー〉）
  - シーズン5 #8（テリー〈ボディ・エルフマン〉）
- 冬のソナタ
- フルハウス（スティーヴ・ヘイル〈スコット・ウェインガー〉、ピザマン）
  - フラーハウス
- V.I.P.（クイック・ウィリアムズ〈ショーン・ベイカー〉）
- プロディガル・サン 殺人鬼の系譜（マーティン・ウィットリー〈マイケル・シーン〉[304]）
- 冒険野郎マクガイバー シーズン2 #12（マイケル・ソーントン）
- ホワイトカラー（ライアン・ウィルクス）
- マイ・ビッグ・ファット・ライフ!（ニック〈ルイス・マンディロア〉）
- マペットシリーズ
  - スタジオDC:オールスターライブ（ペペ）
  - マペット・タイム（ペペ）
  - マペット放送局（サル・ミネラ、ぺぺ、ビーン・バニー 他）
- マンダロリアン（ヴェイン）
- メンタリスト シーズン6 #11（ヒギンズ捜査官〈スターリング・K・ブラウン〉）
- 世にも不思議なアメージング・ストーリー シーズン2 #20（アラン・ウェブスター）
- ラスベガス（フランク）
- ラッシュアワー #2・13（アレックス）、#2（クラブのボス）、#13（ユン捜査官）
- リジー&Lizzie（先生）

#### アニメ
- アーサーとふたつの世界の決戦（マルタザール）
- アラジンの大冒険（商人）
- アント & アードバーク
- X-MEN（テレビ東京版）（ヘンリー・ピーター・ギリッシュ）
  - X-MEN（トゥーン・ディズニー版）（ホビー・ドレイク / アイスマン）
- おさるのジョージ（レオ、ローワン・ホーソン）
- カーズ（ブースト、マイク・ワゾウスキ）
- ガーフィールド・ショー（ガーフィールド）
- カールじいさんの空飛ぶ家（ガンマ）
- 怪盗カルメンサンディエゴ（ザック）
- カンフー・パンダ（ゼン）
- サウスパーク（ルーギー）
- サバンナ・アドベンチャー（スコーク）
- ザ・カップヘッド・ショウ!（ヴェルナー伍長）
- ザ・ペンギンズ from マダガスカル（ドクター・シオフキー）
- シュレックシリーズ（スリー・ブラインド・マイス）
  - シュレック4-Dアドベンチャー
  - シュレック2
  - シュレック3
  - シュレックの愉快なクリスマス
- 新くまのプーさん（ホコリン）
- シンデレラシリーズ
  - シンデレラ
  - シンデレラII（パン屋さん）
- スター・ウォーズシリーズ
  - イウォーク物語（ナーキー、ゴルニーシュの部下）※DVD版
  - スター・ウォーズ/クローン・ウォーズ（ウォーム・ロースサム）
  - スター・ウォーズ 反乱者たち（アージン・レリック司令官[要出典]、レイク・ガーリー[要出典]）
  - LEGO スター・ウォーズ/フリーメーカーの冒険（ストームトルーパー）
- スチュアート・リトル3 森の仲間と大冒険（リコ）
- スパイダーマン（キャプテン・アメリカ）※東和ビデオ版
- スパイダーマン（ホビー・ブラウン / プラウラー）※カートゥーン ネットワーク版
- スパイダーマン&アメイジング・フレンズ（ホビー・ドレイク / アイスマン）
- ダグの特別な一日（ガンマ）
- ターザン（フーフト）
- DC がんばれ!スーパーペット（エース[305]）
- デルゴ（ファイロ）
- トムとジェリーシリーズ
  - 新トムとジェリー（トム）
  - トムとジェリー ロビン・フッド（ウィル・スカーレット、リチャード王の家来、スパイ）
  - トムとジェリー スパイ・クエスト
- トランスフォーマーシリーズ
  - ビーストウォーズ 超生命体トランスフォーマー（1997年 - 1998年、チータス[306]）
  - CG版ビーストウォーズ 激突!ビースト戦士（チータス）
  - ビーストウォーズメタルス 超生命体トランスフォーマー（チータス）
  - CG版ビーストウォーズメタルス（チータス）
  - ビーストウォーズメタルス コンボイ大変身（チータス）
  - 超生命体トランスフォーマー ビーストウォーズリターンズ（チータス）
  - ビーストウォーズ 超生命体トランスフォーマー アゲイン（チータス）
  - トランスフォーマー アーススパーク（レーザービーク[307]）
  - トランスフォーマー アニメイテッド（ジェットストーム）
  - トランスフォーマー アドベンチャー（ジャズ）
- ねずみの騎士デスペローの物語（デスペロー）
- ハウス・オブ・マウス（ハンフリー）
- ハッピー フィート（ラウル）
- ハッピー フィート2 踊るペンギンレスキュー隊（ラウル）
- パパはグーフィー（ノットフォクスたち）
- ヒックとドラゴン 聖地への冒険（チャガタイ・ハーン[308]）
- びっくりスケアリー（スケアリー・スクワエル）
- ヒルダの冒険（アンダース）
- フィリックス・ザ・キャット フィリックスのクリスマスを救え!（大博士）
- へそまがり昔話（子ブタ）
- マイ・エレメント（ハロルド[309]）
- マイリトルポニー〜トモダチは魔法〜（フリム）
- モンキーマジック（バッティ）
- モンキー・ラッシュ（マルコ）
- モンスター・ハウス（リスター）
- モンスターズ・ワーク（マイク・ワゾウスキ）
- 雪の女王[310]
- ライオン・キングのティモンとプンバァ（テッド）
- ランゴ（ワッフルズ、パパ・ジョード）
- リトル・マーメイドII Return to The Sea（ティップ）
- ルーニー・テューンズ（ダフィー・ダック、マック）
  - タイニー・トゥーンズ（ダフィー・ダック）
  - トゥイーティーのフライング・アドベンチャー 80日間世界一周大冒険（ダフィー・ダック）
  - ダック・ドジャース（ダック・ドジャース〈ダフィー・ダック〉、ドレイク・ダックスター）
  - ルーニー・テューンズ・ショー（ダフィー・ダック、マック[311]）
  - 新 ルーニー・テューンズ（ダフィー・ダック[312]）
  - ルーニー・テューンズ・カートゥーンズ（ダフィー・ダック[313]）
  - バッグス・バニー ビルダーズ（ダフィー・ダック[314]）
  - タイニー・トゥーンズのハチャメチャ学園（ダフィー・ダック[315]）
- レオ（レオ[316]）
- レックスはお風呂の王様（チャック）

#### その他（吹き替え）
- CRバック・トゥ・ザ・フューチャー（ジョージ・マクフライ〈クリスピン・グローヴァー〉）

### パチンコ・パチスロ
- CRフィーバースター・ウォーズ ダース・ベイダー降臨（パルパティーン皇帝）
- CR怪物くん デーモンの剣（ドクター・ノオ、悪魔大王デーモン、グルルーン）
- やじきた道中記乙（きたさん）

### テレビドラマ
2006年
- 名探偵コナン 工藤新一への挑戦状〜さよならまでの序章（プロローグ）〜（日本テレビ） - 小嶋元太の声 役

2016年
- 真田丸（NHK総合） - 小山田茂誠 役
- 毒島ゆり子のせきらら日記（TBS） - 中川尚太郎 役
- 営業部長 吉良奈津子（フジテレビ） - 郷貴志、天の声 役
- IQ246〜華麗なる事件簿〜（TBS） - 滝乃川隆文 役（第3話ゲスト）

2017年
- A LIFE〜愛しき人〜（TBS） - 榊原達夫 役（第6話、最終話ゲスト）
- 4号警備（NHK総合） - 遠藤恵輔 役
- ガタの国から（NHK BSプレミアム） - いぶし銀俳優 & 謎の重要キャラクター 役
- わにとかげぎす（TBS） - ミスターマックス店長 役（第2話、第3話ゲスト）
- 男の操（NHK BSプレミアム） - ラジオMC 役

2018年
- 風雲児たち〜蘭学革命（れぼりゅうし）篇〜（NHK総合） - 林子平 役
- 99.9-刑事専門弁護士-SEASON II（TBS） - うどん居酒屋店主 役（第3話ゲスト）
- どこにもない国（NHK総合）
- 半分、青い。（NHK総合） - 木田原五郎 役

2019年
- THE GOOD WIFE / グッドワイフ（TBS） - 安西博嗣 役（第3話ゲスト）
- 節約ロック（日本テレビ） - 内田 役（第8〜10話）
- 集団左遷!!（TBS） - 田口孝一 役（第3話ゲスト）
- なつぞら（NHK総合） - 藤井 役（第89話ゲスト）

2020年
- 私の家政夫ナギサさん（TBS） - 阪本洋二 役（第7話・最終話ゲスト）

2021年
- 青天を衝け（NHK総合） - 玉乃世履 役

2022年
- ダマせない男（日本テレビ） - 田畑剛史 役

2023年
- 大奥 Season2「医療編」（NHK総合） - 堀田正睦 役

2025年
- べらぼう〜蔦重栄華乃夢噺〜（NHK総合） - 松村屋弥兵衛 役（第7回・第8回ゲスト）

### テレビ番組
- アニマルプラネット ビッグキャット・ダイアリー（サイモン・キング）
- 天才てれびくんYOU（ぐれんち）
- モンスターファームスペシャル〜アニメの秘密を探れ〜（CBC / TBS系）

### 特撮
- 仮面ライダーシリーズ
  - 仮面ライダー電王（2007年、アルマジロイマジンの声）
  - 仮面ライダーディケイド 超アドベンチャーDVD 守れ!<てれびくんの世界>（2009年、てれびバエくんの声）
  - 仮面ライダーガヴ（2025年、グラニュート・マーゲンの声[322]）
- スーパー戦隊シリーズ
  - 炎神戦隊ゴーオンジャー（2008年、害水目蛮機獣ビンバンキ/マホービンバンキの声）
  - 天装戦隊ゴセイジャー（2010年、イラブンゴラ星人・韋駄天のヒドウの声）
  - 海賊戦隊ゴーカイジャー（2011年、ナノナノダの声）
  - 特命戦隊ゴーバスターズ（2012年、コピーロイドの声）
  - 獣電戦隊キョウリュウジャー（2013年、デーボ・カントックの声）
  - 烈車戦隊トッキュウジャー（2014年、ソウジキシャドーの声）
  - 動物戦隊ジュウオウジャー（2016年、ガブリオの声）
  - 快盗戦隊ルパンレンジャーVS警察戦隊パトレンジャー（2018年、ガラット・ナーゴの声）
  - 騎士竜戦隊リュウソウジャー（2019年 - 2021年、ディメボルケーノの声[323]） - 1シリーズ + 2作品[一覧 28]

### 映画
- 恋するふたり（2019年5月3日、ユナイテッドエンタテインメント） - マサル 役[324]

### ラジオ
※はインターネット配信。
- VOICE CREW（2000年 - 2001年、NACK5）
- おTOKKOのRADIO（2006年、音泉※）
- ジョジョの奇妙な冒険 ダイヤモンドは砕けない 杜王町RADIO 4 GREAT（2016年、音泉※、HiBiKi Radio Station※）
- JOESTAR RADIO（2021年、YouTube※・音泉※）

### Web番組
- さしめし

### 人形劇
- 連続人形活劇 新・三銃士（ポルトス 他）
- シャーロック ホームズ (人形劇)（ジョン・H・ワトソン）[325]
  - シャーロック ホームズ年末SP「シャーロック ホームズ・アワード」（声の出演）

### 舞台
- 劇団あかぺら倶楽部各作品
- さんにんのかい
  - 新撰組‐名もなき男たちの挿話‐
  - 新撰組‐名もなき男たちの挿話‐（再演）
  - 異聞西遊記・孫悟空〜花果西遊妖仙奇譚〜
- サクラ大戦 武道館ライブ 〜帝都・巴里・紐育〜（2007年5月13日）シゾー 役
- 作者をせかす六人の主人公たち（2009年）作者の友人 役
- サクラ大戦 巴里花組ライブ2012 〜レビュウ・モン・パリ〜（2012年12月26日 - 29日）シゾー
- 劇団浜松町 第2回公演「サイレント騎士LOVE」（2019年12月14日・15日、文化放送メディアプラスホール）主演・坂ノ上聖也 役（沢城千春とW主演）[326]
- 扉をあけるその先に〜北斎からドビュッシーまで、響く波の広がり〜（2022年7月14日 - 17日）[327]
- 舞台「よんでますよ、アザゼルさん。」（2023年）サラマンダー 役[328]
- 劇団岸野組1990プロジェクト「半ぺら二枚肩ポンポコ世話噺 戌の巻」（2024年11月13日 - 17日）[329]
- 「平家物語 -胡蝶の被斬-」（2025年3月14日 - 17日、新国立劇場）[330]
- ノサカラボ「TASTE OF SOUND WAVE Readings with Live music Sherlock Holmes #5」（2025年7月18日 - 20日）[331]
- キャッシュ・オン・デリバリー（2025年12月5日 - 21日〈予定〉、THEATER MILANO-Za / 2026年1月8日 - 12日〈予定〉、COOL JAPAN PARK OSAKA WWホール） - アンクル・ジョージ 役[332]

### CM
- がんばれゴエモン外伝2〜天下の財宝〜（1991年 - ）
- カオナビ「西軍篇」「西軍東軍篇」（2020年1月 - ） - 石田三成の声[333]
- トランスフォーマー/ビースト覚醒 日本語版予告（2023年7月 - ） - チータスの声

### 玩具
- 騎士竜戦隊リュウソウジャー リュウソウケン -MEMORIAL EDITION-（2020年9月）

### その他コンテンツ
- なんちゃってバンパイヤン（トナカイ）
- カートゥーン ネットワーク局内CM（「エド エッド エディ」のエディ）※清水敏孝の代役
- はっけよいぺれったぺれった98（おっ、ぺれった）
- ぺ天使たちの晩餐会（フェドー劇場）
- サクラ大戦シリーズ
  - サクラ大戦歌謡ショウ
  - サクラ大戦ディナーショウ
- 真冬の流れ星（WITH YOUとして参加した楽曲）
- ゲゲゲの鬼太郎 妖怪JAPANラリー3D（ねずみ男）
- ウルトラジャンプCM（虹村億泰）
- 国立公文書館特別展「徳川家康 将軍家蔵書からみるその生涯」（2016年4月2日 - 5月8日）（音声ガイド）
- レゴ・街シリーズCM（警察）
- 東京ディズニーランド
  - ディズニー・クリスマス・ストーリーズ（くしゃみ）
  - ピノキオの冒険旅行（ゼペット）※アナウンス部分
  - ドリーミング・アップ!（ゼペット）
  - クラブマウスビート（ビッグ・バッド・ウルフ）
- 全プリキュア 20th Anniversary LIVE! 大集合！夢のメモリアルステージショー（ジャアクンダー）

## ディスコグラフィ
- ゲンジ通信あげだま・メキシカンRock A GO!GO!
  - 5 合成獣音頭 / 8 完全無欠の女王様（セリフ）
- リトル・マーメイド II ― オリジナル・サウンドトラック
  - 2 ティップとダッシュ
- 最遊記 オリジナルサントラ
- スレイヤーズTRY TREASURY☆VOX
  - 7 ワル~バッド・ブラッド
- 名探偵コナン キャラクター・ソング集 帝丹小学校に全員集合!!
  - 帝丹小学校校歌 / キャンプの歌 / 僕らの夢さ仮面ヤイバー（白金雷刃） / ナゾが僕らを呼んでいる'06 / 君のためヤイバー / 僕らの夢さ仮面ヤイバー（少年探偵団ショート・ヴァージョン） / 君のためヤイバー（TVヴァージョン）
- 路地裏ブルース
  - 1 路地裏ブルース
- ゲゲゲの鬼太郎ベスト~妖怪歌謡集(ベスト)~
  - 5 路地裏ブルース
- ゲゲゲの鬼太郎・妖怪パラパラ
- UNIVERSAL SOUND REQUEST VOL.1
  - 東海道中珍道中

### シリーズ一覧
1. ↑  第1作（1990年）、第2作『PEACH COMMAND 新桃太郎伝説』（1990年 - 1991年）
2. ↑  第2シリーズ『R』（1993年）、第3シリーズ『S』（1994年）、第4シリーズ『SuperS』（1995年）
3. ↑  第1作（1995年）、第2作『新・天地無用!』（1997年）
4. ↑  第1期（1996年）、第2期（1998年）
5. ↑  第1作（1997年 - 2000年）、第2作『R』第1期（2014年）
6. ↑  第1作（1998年）、『Second Stage』（1999年 - 2000年）、『Fourth Stage』（2004年 - 2006年）、『Fifth Stage』（2012年 - 2013年）、『Final Stage』（2014年）
7. ↑  第1期『〜円盤石の秘密〜』（1999年 - 2000年）[66]、第2期『〜伝説への道〜』（2000年）[67]
8. ↑  第1期（2000年 - 2002年）、TVスペシャル『Champion Road』（2003年）、第2期『New Challenger』（2009年）、第3期『Rising』（2013年 - 2014年）
9. ↑  第1シリーズ（2004年）、第3シリーズ（2008年）
10. ↑  『Yes!プリキュア5』（2007年 - 2008年）、続編『Yes!プリキュア5GoGo!』（2008年 - 2009年）
11. ↑  【デュエル・マスターズ（2002年版）】

『デュエル・マスターズ クロスショック』（2010年 - 2011年）、『デュエル・マスターズ ビクトリーV3』（2013年 - 2014年）

【デュエル・マスターズ VS】

第1期（2014年 - 2015年）、第2期『VSR』（2015年 - 2016年）、第3期『VSRF』（2016年 - 2017年）

【デュエル・マスターズ（2017年版）】

第1期（2017年 - 2018年）、第2期『デュエル・マスターズ！』（2018年 - 2019年）、第3期『デュエル・マスターズ!!』（2019年 - 2020年）

【デュエル・マスターズ キング】

第1期（2020年 - 2021年）、第2期『キング！』（2021年 - 2022年）、第3期『キングMAX』（2022年）
12. ↑  第1期（2010年）、第2期第2クール『デュラララ!!×2 転』（2015年）
13. ↑  第1期（2014年 - 2015年）、第2期『100』（2015年 - 2016年）
14. ↑  第1期（2017年）、第2期『〜伊勢・金ヶ崎篇〜』（2017年）、第3期『〜姉川・石山篇〜』（2018年）
15. ↑  第1期（2018年）、第2期『Second BEAT!』（2020年）、第3期『Third BEAT!』第1クール（2021年）、第3期『Third BEAT!』第2クール（2022年）
16. ↑  前半『アリシゼーション』（2019年）、後半『アリシゼーション War of Underworld』第1クール（2019年）
17. ↑  1ST SEASON（2019年）、2ND SEASON『MEISEI STORY 〜二度目の夏、空の向こうへ〜』（2023年）
18. ↑  第1期（2022年 - 2023年）、第2期（2024年）
19. ↑  第1クール（2022年）、第2クール『-訣別譚-』（2023年）、第3クール『-相剋譚-』（2024年）
20. ↑  『縄文体験やってみよう！』（1999年）、『コナンvsキッドvsヤイバ 宝刀争奪大決戦!!』『インターネット謎のメール事件』（2000年）、『ピラミッドからの挑戦状！』『謎のすい星怪獣を追え！』（2001年）、『16人の容疑者!?』『古代恐竜の謎に迫れ！』（2002年）、『コナンと平次と消えた少年』『町探検！動物マークをゲットせよ！』（2003年）、『標的は小五郎!! 探偵団マル秘追跡調査』（2005年）、『阿笠からの挑戦状！ 阿笠vsコナン&少年探偵団』（2007年）、『女子高生探偵 鈴木園子の事件簿』『MAGIC FILE2 工藤新一 謎の壁と黒ラブ事件』（2008年）、『10年後の異邦人』『MAGIC FILE3 新一と蘭・麻雀牌と七夕の思い出』（2009年）、『KID in TRAP ISLAND』『MAGIC FILE4 大阪お好み焼きオデッセイ』（2010年）、『ロンドンからのマル秘指令！』『MAGIC FILE2011 新潟〜東京 おみやげ狂騒曲』（2011年）、『えくすかりばあの奇跡』（2012年）
21. ↑  第1期（2021年）、第2期『II』（2023年）
22. ↑  『ZERO』（1995年）、『ZERO2』『ZERO2 ALPHA』（1996年）、『ZERO3』（1998年）、『ZERO3↑』（2001年）、『ZERO3↑↑』（2006年）
23. ↑  『GGENERATION』（1998年）、『ZERO』（1999年）、『F』（2000年）、『F.I.F』（2001年）、『NEO』（2002年）、『SEED』（2004年）、『PORTABLE』（2006年）、『WARS』（2009年）、『WORLD』『3D』（2011年）、『OVER WORLD』（2012年）、『CROSSRAYS』（2019年 - 2020年）、『ETERNAL』（2025年）
24. ↑  『パワーストーン』（1999年）、『2』（2000年）
25. ↑  『エクストリームバーサス』（2010年）、『フルブースト』（2012年）、『マキシブースト』（2014年）、『フォース』（2015年）、『マキシブースト ON』（2016年）
26. ↑  『エクストリームバーサス2』（2018年）、『クロスブースト』（2021年）、『オーバーブースト』（2023年）、『インフィニットブースト』（2025年）
27. ↑  『二の段』（2009年）、『体育委員会の段』（2010年）、『四年生の段』（2013年）、『い組の段〜中巻〜』（2015年）
28. ↑  『リュウソウジャー』（2019年 - 2020年）、『リュウソウジャーVSルパンレンジャーVSパトレンジャー』（2020年）、『メモリー・オブ・ソウルメイツ』（2021年）